# باشگاه فوتبال بایرن مونیخ

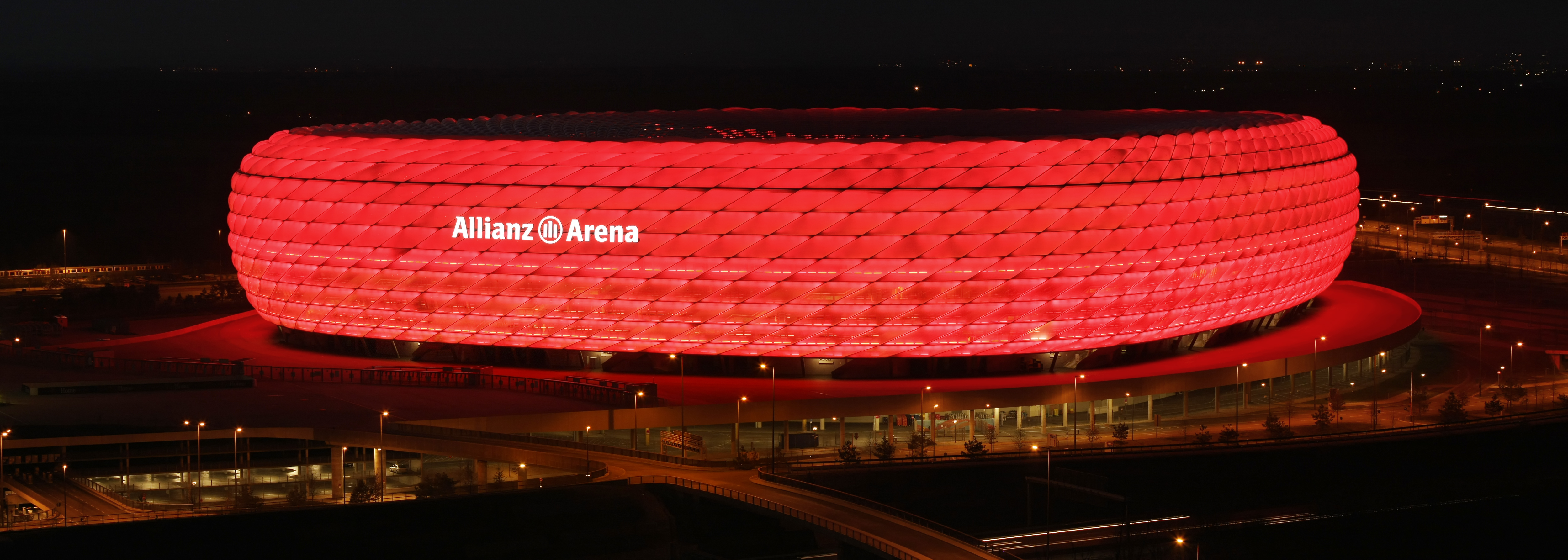
هنگام بازی بایرن در دیدارهای خانگی، ورزشگاه آلیانتس به رنگ قرمز در می‌آید.

باشگاه فوتبال بایرن مونیخ (به آلمانی: Fußball-Club Bayern München) باشگاه فوتبال آلمانی است که در مونیخ پایتخت ایالت باواریا قرار دارد و سالانه در بوندس‌لیگا به رقابت می‌پردازد. باشگاه بایرن مونیخ موفق به کسب ۸۴ جام رسمی (۷۰ جام ملی، ۱۴ جام بین المللی) شده است. بایرن مونیخ با کسب ۳۴ قهرمانی بوندس‌لیگا، ۲۰ قهرمانی در جام حذفی آلمان، ۶ قهرمانی در لیگ قهرمانان اروپا و ۲ قهرمانی در سوپرجام اروپا موفق‌ترین و پرافتخارترین باشگاه فوتبال در آلمان و یکی از پرافتخارترین باشگاه‌های فوتبال جهان به‌شمار می‌رود. باشگاه بایرن مونیخ در سال ۲۰۲۰ با مربیگری هانسی فلیک، موفق به کسب شش‌گانه شد.
بایرن مونیخ در سال ۱۹۰۰ میلادی توسط ۱۱ فوتبالیست و در رأس آن فرانتس جان تأسیس گردید. اگرچه بایرن برای نخستین بار در سال ۱۹۳۲ قهرمانی آلمان را کسب کرد اما در نخستین دوره بوندس‌لیگا که در سال ۱۹۶۳ آغاز شد، بایرن برای این مسابقات انتخاب نشد. بهترین دوران تاریخ باشگاه به اواسط دهه ۷۰ میلادی بازمی‌گردد که بایرن با کاپیتانی فرانتس بکن‌باوئر موفق به سه قهرمانی پیاپی (۱۹۷۶–۱۹۷۴) در لیگ قهرمانان اروپا شد. تاکنون بایرن یازده بار به فینال لیگ قهرمانان راه یافته که در شش بار آن قهرمان شده است. آخرین قهرمانی این باشگاه در اروپا لیگ قهرمانان اروپا ۲۰۲۰ است. بایرن همچنین موفق به یک قهرمانی در لیگ اروپا، یک قهرمانی در جام برندگان جام اروپا، دو قهرمانی در سوپرجام اروپا، دو قهرمانی در جام باشگاه‌های جهان و دو قهرمانی در جام بین قاره ای شده است که آن‌ها را تبدیل به یکی از پرافتخارترین تیم‌های اروپایی کرده است.
رقبای سنتی باشگاه مونیخ ۱۸۶۰، نورنبرگ و بروسیا دورتموند در بوندس‌لیگا و رئال مادرید، آ.ث. میلان و منچستر یونایتد در اروپا هستند. این رقابت‌ها در پی بردها و باخت‌های پیاپی این تیم‌ها با بایرن مونیخ صورت گرفته‌اند. بایرن از آغاز سال ۲۰۰۵ بازی‌های خانگی خود را در ورزشگاه آلیانتس آرنا انجام می‌دهد. پیش از این تاریخ، بایرن به مدت ۳۳ سال در ورزشگاه المپیک مونیخ بازی می‌کرد. بایرن از لحاظ قدرت مالی قدرتمندترین باشگاه آلمان و چهارمین باشگاه ثروتمند اروپا بعد از رئال مادرید، بارسلونا و منچستر یونایتد است.
باشگاه ورزشی بایرن مونیخ افزون بر فوتبال باشگاه‌های شطرنج، هندبال، بسکتبال، ژیمناستیک، بولینگ و تنیس روی میز را اداره می‌کند و در فوتبال حرفه‌ای بیش از ۱۱۰۰ عضو فعال دارد. بایرن تنها باشگاهی است که در یک سال هم در رشتهٔ فوتبال زنان و هم در رشتهٔ فوتبال مردان قهرمان لیگ کشور خود یعنی بوندس‌لیگا (مردان / زنان) می‌شود.

## تاریخچه

### ۱۹۰۰–۱۹۶۵: سال‌های آغازین

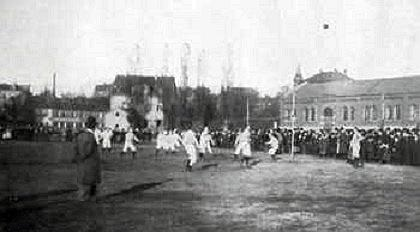
مسابقه بایرن مونیخ مقابل اف سی نورنبرگ، ۱۹۰۱

بایرن مونیخ در سال ۱۹۰۰ توسط یازده بازیکن فوتبال به رهبری فرانتس جان تأسیس شد و در مدت چند ماه موفق شد که در برابر تمام رقبای محلی پیروز شود و به نیمه نهایی رقابت‌های قهرمانی جنوب آلمان راه پیدا کند. در سال ۱۹۰۷ یک تیم سازمان یافته شکل گرفت و بایرن مونیخ به زمین اختصاصی خود در مونیخ در خیابان لئوپولد رفت و تیم رقیب محلی یعنی ر اف سی واکرا در روز افتتاحیه هشت بر یک شکست داد. بایرن مونیخ در سطح شهر مونیخ به یک تیم پرطرفدار تبدیل شد و در سال ۱۹۱۰ قهرمان لیگ منطقه‌ای بایرن شد. سال بعد نیز بایرنی‌ها بدون شکست از عنوان خود دفاع کردند.
در سال ۱۹۱۴ با آغاز جنگ جهانی اول، کلیه فعالیت‌های فوتبال آلمان تعطیل شد.
در سال‌های پس از جنگ جهانی اول، بایرن چند عنوان محلی دیگر را کسب کرد و در سال ۱۹۲۶ موفق شد در رقابت‌های قهرمانی جنوب آلمان پیروز شود، این دستاورد، دو سال بعد نیز تکرار شد. بایرن مونیخ در سال ۱۹۳۲ نخستین قهرمانی اش در آلمان را جشن گرفت. آن‌ها در فینال مسابقات قهرمانی کشور آن سال موفق شدند آینتراخت فرانکفورت را با نتیجه دو بر صفر شکست دهند و قهرمان آلمان شوند.
با ظهور حزب نازی توسعه بایرن مونیخ متوقف شد، رئیس باشگاه و سرمربی تیم که هر دو یهودی بودند از کشور خارج شدند و بسیاری دیگر از اعضای باشگاه نیز پاکسازی شدند و بایرن مجدداً به یک باشگاه فوتبال آماتوری تبدیل شد. در سال‌های پس از این اتفاقات، بایرن هرگز در سطح ملی مدعی نبود و رتبه‌های میانه جدول لیگ محلی را کسب می‌کرد.
پس از جنگ جهانی دوم، بایرن مونیخ یکی از اعضای (اوبر لیگای جنوبی: لیگ محلی دسته اول جنوب آلمان) شد، در سال ۱۹۵۵ آن‌ها با کسب نتایج ضعیف به لیگ پایین‌تر سقوط کردند اما یک سال بعد موفق شدند به اوبر لیگای جنوبی بازگردند و سال ۱۹۵۷ نیز موفق شدند برای نخستین بار قهرمان جام حذفی آلمان بشوند.
در سال ۱۹۶۳ لیگ ملیِ بوندس‌لیگا تشکیل شد و قرار شد پنج تیم از اوبرلیگای جنوبی در آن شرکت کنند. با این که بایرن مونیخ عنوان سوم لیگ محلی را کسب کرده بود اما تیم دیگر شهر مونیخ، یعنی مونیخ ۱۸۶۰ عنوان قهرمانی را به دست آورده بود و فدراسیون فوتبال آلمان ترجیح داد دو تیم از یک شهر در بوندس‌لیگا شرکت نکنند و بنابراین بایرن مونیخ برای بوندس‌لیگا انتخاب نشد.
بایرنی‌ها دو سال بعد یعنی در سال ۱۹۶۵ با یک تیم جوان شامل استعدادهایی مثل فرانس بکن‌باوئر، گرد مولر و سپ مایر به بوندس‌لیگا راه یافتند این دوران تازهٔ بایرن مونیخ با نام فرانس بکن‌باوئر گره خورده بود. البته بازیکنان بزرگ دیگری مثل گرد مولر و سپ مایر و اولی هوینس نیز او را یاری می‌دادند ولی هسته مرکزی تفکر و راهبردی بایرن مونیخ او بود.

### ۱۹۶۵–۱۹۷۹: دوران طلایی باشگاه

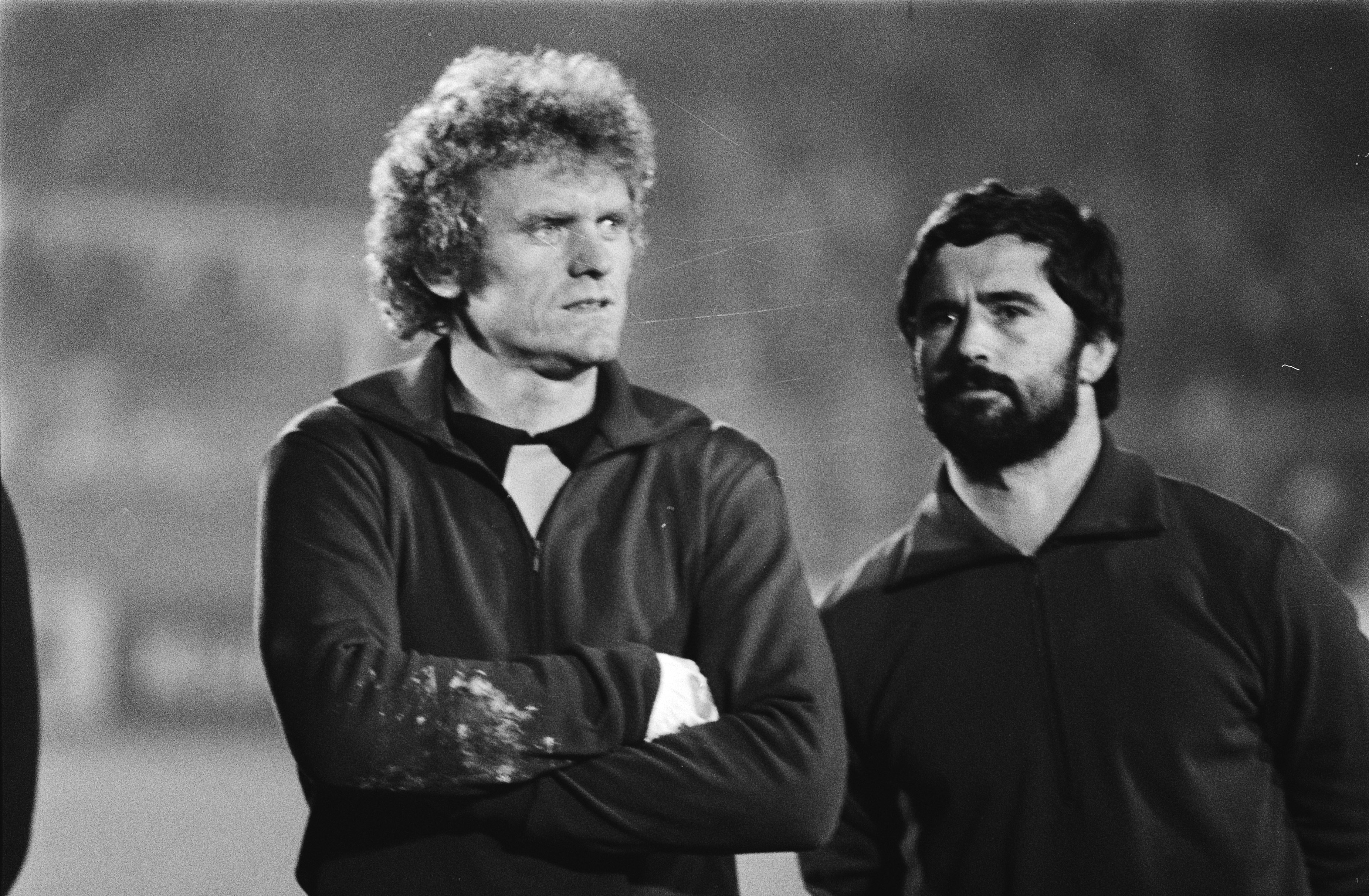
سپ مایر (چپ) و گرد مولر (راست)، دو بازیکن از نسل طلایی بایرن مونیخ

بایرن مونیخ نخستین فصل حضورش در بوندس‌لیگا را با رتبه سوم به پایان رساند و در همان فصل نخست (۶۶–۱۹۶۵) موفق شد جام حذفی آلمان را نیز فتح کند، سال بعد یعنی فصل ۶۷–۱۹۶۶ آن‌ها در یک فینال دراماتیک با پیروزی مقابل رنجرز اسکاتلند در وقت اضافه قهرمان جام در جام اروپا شدند و این نخستین افتخار قاره‌ای آن‌ها بود، بایرن مونیخی‌ها سال‌های ۱۹۶۷ جام حذفی را فتح کردند و سال ۱۹۶۹ موفق شدند برای نخستین بار به‌طور هم‌زمان قهرمان بوندس‌لیگا و جام حذفی شوند. آن‌ها با اختلاف هشت امتیاز نسبت به آلمانیا آخن به مقام قهرمانی بوندس‌لیگا رسیدند و در دیدار نهایی جام حذفی نیز شالکه ۰۴را شکست دادند.
در سال ۱۹۷۰ اودو لاتک، سرمربی‌گری بایرن مونیخ را بر عهده گرفت و دوران تاریخ سازی را با این باشگاه رقم زد. لاتک در نخستین فصل موفق شد جام حذفی آلمان را برای بایرن مونیخ به ارمغان بیاورد. او پس از آن نیز در سال‌های ۱۹۷۲، ۱۹۷۳ و ۱۹۷۴ موفق شد سه بار پیاپی با بایرن مونیخ فاتح بوندس‌لیگا شود. سال ۱۹۷۴ بایرن مونیخ برای نخستین بار همراه باشگاه اتلتیکو مادرید به فینال جام باشگاه‌های اروپا رسید و در تاریخ ۱۵ مه ۱۹۷۴ نخستین مسابقه فینال با با نتیجه ۱ بر ۱ به پایان رسید. در بازی تکراری بایرن مونیخ موفق شد با نتیجه ۴ بر صفر پیروز شود و برای نخستین بار فاتح جام باشگاه‌های اروپا شود. آن‌ها یک سال بعد نیز به فینال رسیدند و با غلبه بر لیدز یونایتد موفق شدند برای دومین بار متوالی قهرمان جام باشگاه‌های اروپا شوند. سال ۱۹۷۶ برای سومین بار و این بار با پیروزی مقابل سن‌اتین قهرمان جام باشگاه‌های اروپا شدند.
بایرن مونیخ در پاییز ۱۹۷۶ به عنوان قهرمان اروپا به جام بین‌قاره‌ای راه یافت و موفق شد در مجموع دو بازی رفت و برگشت با دو گل کروزیروی برزیل را شکست دهد و جام بین قاره‌ای را نیز به افتخاراتش اضافه کند.
ادامه دهه ۱۹۷۰ برای بایرن مونیخ زمان تغییر بود و پس از قهرمانی جام بین‌قاره‌ای ۱۹۷۶ هیچ عنوانی در سطح بین‌المللی کسب نکرد. نسل طلایی بایرن به تدریج در حال پا به سن گذاشتن بودند. سال ۱۹۷۷ فرانس بکن‌باوئر به نیویورک کاسموس پیوست و اواخر دهه ۱۹۷۰ نیز سایر ستارگان این نسل طلایی مانند سپ مایر و گرد مولر و اولی هوینس بازنشسته شدند یا سال‌های آخر فوتبالشان را در تیم‌های دیگری گذراندند.

### ۱۹۷۹–۱۹۹۸: از اف سی برایتنیگه تا اف سی هالیوود
در خارج از زمین فوتبال، اوایل دهه هشتاد برای بایرن مونیخ دوره‌ای همراه با آشفتگی بود. باشگاه در این سال‌ها تعداد زیادی از پرسنل خود را تغییر داده و دارای مشکلات مالی بود اما در داخل زمین فوتبال درخشش برایتنر و رومنیگه که باعث شده بود بایرن مونیخ به «اف سی برایتنیگه» معروف شود (برایت به علاوه نیگه، ترکیب اول و آخر این دو نام) موجب یاری بایرن در کسب دو بوندس‌لیگای ۱۹۸۰ و ۱۹۸۱ شد. بایرنی‌ها در ادامهٔ این دهه در سال‌های ۱۹۸۲ و ۱۹۸۴ دو بار جام حذفی آلمان را فتح کردند و سال ۱۹۸۵ نیز موفق شدند قهرمانی بوندس‌لیگا را کسب کنند. فصل ۸۶–۱۹۸۵ برای بایرن فصل خوبی بود و آن‌ها دوگانه فوتبال آلمان (بوندس‌لیگا و جام حذفی) را کسب کردند. آن‌ها در سال ۱۹۸۷ نیز موفق شدند از قهرمانی خود در بوندس‌لیگا دفاع کنند.

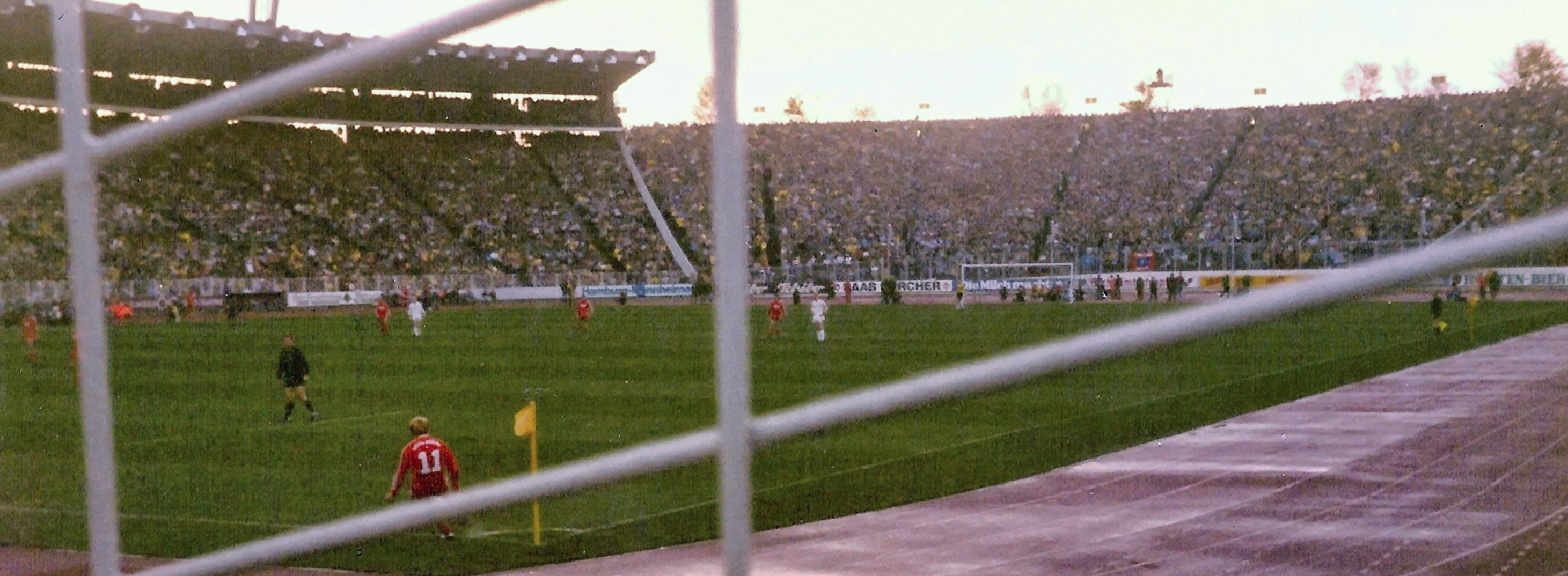
بازی بایرن مونیخ مقابل هامبورگ، ۱۹۸۱

بایرن در این سال‌ها تنها دو بار به فینال جام باشگاه‌های اروپا راه یافت و هر دو بار نیز در فینال شکست خورد و نایب قهرمان شد. در فینال سال ۱۹۸۲ استون ویلا با یک گل بایرن مونیخ را شکست داد و در فینال سال ۱۹۸۷ نیز پورتوی پرتغال موفق شد بایرن مونیخ را با نتیجه ۱–۲ شکست دهد.
سال ۱۹۸۷ یوپ هاینکس سرمربی بایرن مونیخ شد. بایرن تحت هدایت یوپ هاینکس پس از یک فصل موفق شد در دو فصل متوالی (۸۹–۱۹۸۸ و ۹۰–۱۹۸۹) قهرمان بوندس‌لیگا شود. بایرنی‌ها پس از کسب بوندس‌لیگای ۱۹۹۰ مدتی در کسب جام ناکام بودند، اما در ژانویه سال ۱۹۹۴ فرانس بکن‌باوئر، اسطوره این باشگاه، سرمربی تیم شد و بایرن مونیخ را در قهرمانی بوندس‌لیگای ۹۴–۱۹۹۳ هدایت کرد؛ بنابراین بایرن مونیخ پس از چهار سال ناکامی موفق به کسب جام شد. پس از این قهرمانی، جووانی تراپاتونی و اتو ریهاگل هر کدام تقریباً یک فصل سرمربی بایرن مونیخ شدند، در این دوره ستاره‌های بایرن به جای صفحات ورزشی، تیتر شایعات و حواشی مطبوعات بودند و بایرن مونیخ به «اف سی هالیوود» مشهور شد.
اواخر فصل ۹۶–۱۹۹۵ فرانس بکن‌باوئر مجدداً سرمربی بایرن مونیخ شد، بایرن مونیخ موفق شد در این فصل جام یوفا را با درخشش ستارگانی مثل یورگن کلینزمن و مهمت شول و لوتار ماتئوس فتح کند. در فینال آن مسابقات بایرن مونیخ در مجموع دو بازی رفت و برگشت با نتیجه قاطع ۱–۵ بوردوی فرانسه را شکست داد.
جووانی تراپاتونی از ابتدای فصل ۹۷–۱۹۹۶ سرمربی بایرن مونیخ شد و در سال اول حضورش قهرمانی بوندس‌لیگا را برای بایرن به ارمغان آورد. در فصل ۹۸–۱۹۹۷ بایرن مونیخ پس از دوازده سال توانست جام حذفی آلمان را فتح کند اما در رقابت برای قهرمانی بوندس‌لیگای آن فصل ناکام بود و بوندس‌لیگای ۹۸–۱۹۹۷ را کایزرسلاوترن فتح کرد؛ بنابراین تراپاتونی برای دومین بار بایرن مونیخ را ترک کرد.

### ۱۹۹۸–اکنون: موفقیت‌های مجدد بین‌المللی

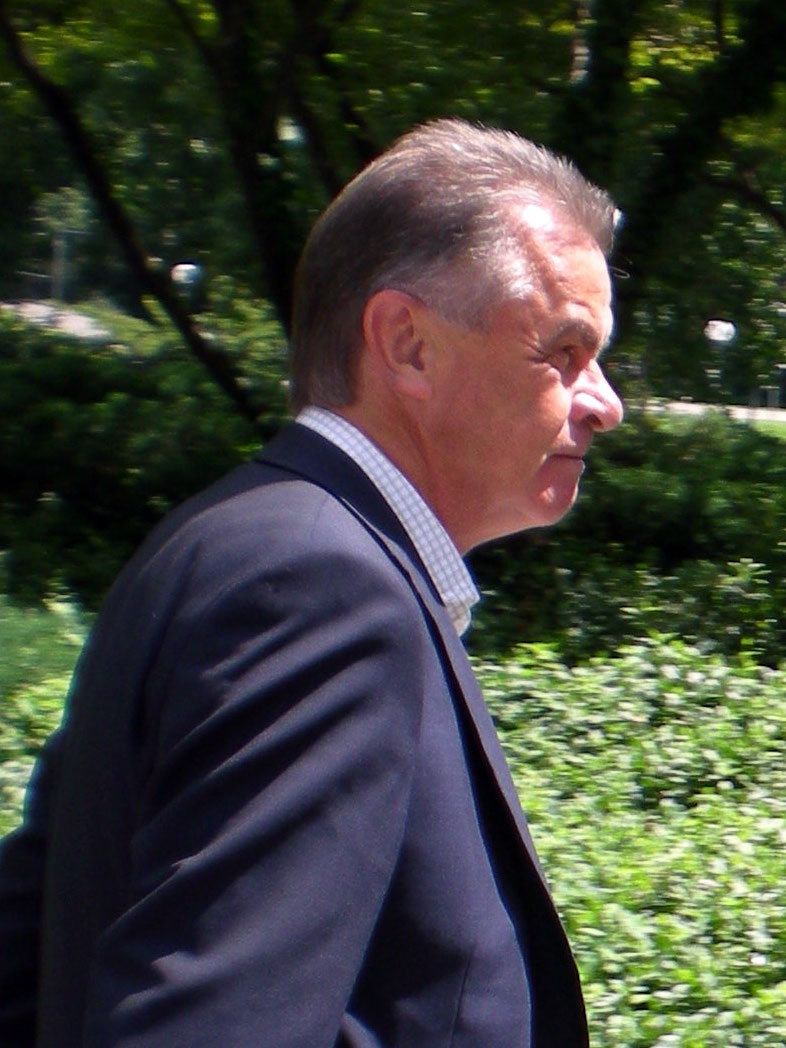
اوتمار هیتسفلد موفق شد با بایرن ۱۱ عنوان قهرمانی کسب کند.

اوتمار هیتسفلد از سال ۱۹۹۸ تا ۲۰۰۴ سرمربی بایرن مونیخ بود و در این دوره با حضور ستارگانی مثل اشتفان افنبرگ، الیور کان، جیوانی البر، مهمت شول و بیسنته لیزارازو موفق شد عنوان‌های متعددی را کسب کند. بایرن در نخستین فصل حضور هیتسفلد در فصل ۹۹–۱۹۹۸ قهرمانی بوندس‌لیگا را کسب کرد و به فینال لیگ قهرمانان اروپا نیز راه یافت اما در مسابقه فینال در حالی که بایرن مونیخ تا واپسین لحظات با یک گل از منچستر یونایتد پیش بود، ناگهان در چند دقیقه آخر دو گل دریافت کرد و با حساب ۲ بر ۱ شکست خورد تا یکی از تلخ‌ترین شب‌های تاریخ باشگاه سپری شود. در فصل ۲۰۰۰–۱۹۹۹ بایرن مونیخ دوگانه فوتبال آلمان را کسب کرد اما در نیمه نهایی لیگ قهرمانان اروپا مغلوب رئال مادرید شد. در فصل ۰۱–۲۰۰۰ بایرن مونیخ برای سومین فصل پیاپی فاتح بوندس‌لیگا شد.

بایرنی‌ها در لیگ قهرمانان ۰۱–۲۰۰۰ در مرحله یک‌چهارم نهایی موفق شدند منچستر یونایتد را حذف کنند و تا حدی انتقام شکست دو سال قبل را از آن‌ها بگیرند. آن‌ها در مرحله نیمه نهایی نیز رئال مادرید را حذف کردند و در فینال موفق شدند با درخشش الیور کان، والنسیا را در ضربات پنالتی شکست دهند و پس از بیست و پنج سال قهرمان جام باشگاه‌های اروپا شوند. بایرن مونیخ در نوامبر ۲۰۰۱ به عنوان قهرمان اروپا در جام بین‌قاره‌ای شرکت کرد و با شکست دادن بوکا جونیورز آرژانین و تک گل ساموئل اوسی کفوور مدافع در دقیقه ۱۰۹ برای دومین بار عنوان قهرمانی جام بین قاره‌ای را کسب کرد.

بایرن مونیخ، فاتح لیگ قهرمانان ۰۱–۲۰۰۰

در فصل ۰۲–۲۰۰۱ بایرن برای نخستین بار پس از سه سال در فتح بوندس‌لیگا ناکام ماند و در لیگ قهرمانان نیز در مرحله نیمه نهایی حذف شد اما بایرنی‌ها در فصل ۰۳–۲۰۰۲ موفق شدند ناکامی در بوندس‌لیگای قبلی را جبران کنند و قهرمانی لیگ را کسب کنند. پس از آن، بایرن یک فصل را با ناکامی بدون جام سپری کرد و وردر برمن فاتح بوندس‌لیگای ۰۴–۲۰۰۳ شد. هیتسفلد پس از شش فصل و ۱۱ قهرمانی بایرن را ترک کرد. سپس فیلیکس ماگات سرمربی بایرن مونیخ شد و او نیز در هدایت این تیم موفق بود. ماگات در هر دو فصل اول حضورش در بایرن دوگانه بوندس‌لیگا و جام حذفی را به دست آورد.
شمار قهرمانی‌های بایرن مونیخ تا ۲۰۰۴ در بوندس‌لیگا به عدد ۲۰ رسید، با این حال بایرن با دوران اوج خود فاصله داشت و در لیگ قهرمانان اروپا مدعی نبود. اواسط فصل ۰۷–۲۰۰۶ فیلیکس ماگات به دنبال نتایج ضعیفی که در آن فصل کسب کرده بود از کار برکنار شد و اوتمار هیتسفلد مجدداً هدایت بایرن را بر عهده گرفت. در آن فصل، بایرن مونیخ در مرحله یک‌هشتم نهایی لیگ قهرمانان موفق شد توسط روی ماکای سریعترین گل تاریخ رقابت‌های لیگ قهرمانان اروپا را مقابل رئال مادرید به ثمر برساند. اما در مجموع برای بایرن فصل خوبی نبود و آن‌ها نه تنها نتوانست جامی تصاحب کنند که درگرفتن سهمیه فصل بعد لیگ قهرمانان اروپا نیز ناکام ماندند.
بایرن در فصل ۰۸–۲۰۰۷ موفق شد بار دیگر دوگانه جام حذفی و بوندس‌لیگا را کسب کند، در پایان این سال هیتسفلد برای دومین بار از بایرن رفت و الیور کان نیز برای همیشه از دنیای فوتبال خداحافظی کرد. بایرن فصل ۰۹–۲۰۰۸ در کسب جام ناکام ماند و یورگن کلینزمن تنها پس از یک سال سرمربیگریِ بایرن مونیخ از این باشگاه رفت.
از ابتدای فصل ۱۰–۲۰۰۹ لوئی فان خال هدایت بایرن را بر عهده گرفت، در این سال بایرن مونیخ موفق شد در مرحله گروهی لیگ قهرمانان با نتیجه ۱–۴ یوونتوس را که از جانلوییجی بوفون درون دروازه سود می‌برد شکست دهد و به مرحله حذفی راه پیدا کند. پس از این پیروزی، بایرنی‌ها نتایج خوبی کسب کردند و موفق شدند در آن سال بوندس‌لیگا و جام حذفی آلمان را فتح کنند و به فینال لیگ قهرمانان اروپا نیز راه پیدا کنند. اما در فینال با دو گل از اینتر میلان تحت هدایت خوزه مورینیو شکست خوردند و نایب قهرمان شدند. فصل بعد برا ی بایرن مونیخ فصل با نتایج بد بود و آن‌ها در کسب جام ناکام ماندند و لوئی فان خال نیز پس از حذف بایرن از لیگ قهرمانان برکنار شد. فصل ۱۲–۲۰۱۱ یکی از تلخ‌ترین فصل‌های بایرن مونیخ بود. بایرن در این سال یوپ هاینکس را روی نیمکت خود داشت و تا اواخر فصل به کسب هر سه جام امید داشت اما آن‌ها رقابت برای فتح بوندس‌لیگا را به دورتموند واگذار کردند و در فینال جام حذفی نیز با نتیجه سنگین ۲–۵ مغلوب دورتموند شدند. در فینال لیگ قهرمانان اروپا ۱۲–۲۰۱۱ با وجود ارائه یک بازی هجومی در ضربات پنالتی از چلسی شکست خوردند و فصل را با سه نایب قهرمانی به پایان رساندند. بایرن مونیخ پس از سپری کردن فصل کابوس وار ۱۲–۲۰۱۱ در فصل ۱۳–۲۰۱۲ موفق شد به ناکامی‌های قبلی پایان دهد. این تیم در بوندس‌لیگا عملکردی عالی داشت و با ۲۵ امتیاز برتری نسبت به بروسیا دورتموند قهرمان بوندس‌لیگا شد. بایرن رکوردهای زیادی در این فصل جابه‌جا کرد، از جمله؛ کسب بیشترین امتیاز در یک فصل، سریع‌ترین قهرمانی تاریخ بوندس‌لیگا با مسجل کردن قهرمانی در هفتهٔ بیست و ششم، بیشترین پیروزی در یک فصل با ۲۹ برد، کمترین گل خورده (۱۸ گل) و بهترین شروع بوندس‌لیگا با ۸ پیروزی متوالی و بیشترین تعداد دروازه بسته با ۲۱ بازی. بایرن در لیگ قهرمانان اروپا ۱۳–۲۰۱۲ نیز پس از غلبه بر تیم‌های آرسنال، یوونتوس و بارسلونا موفق شد به فینال راه یابد. آن‌ها در فینال بروسیا دورتموند را با نتیجه ۱–۲ شکست دادند و پس از دوازده سال دوباره قهرمان لیگ قهرمانان اروپا شدند. در نهایت بایرن موفق شد در فینال جام حذفی نیز با نتیجه سه بر دو اشتوتگارت را شکست دهد تا فصل ۱۳–۲۰۱۲ را با فتح کلیه جام‌های ممکن به پایان برساند. بایرن مونیخ همچنین در سوپر جام باشگاه‌های اروپا در فصل ۱۴–۲۰۱۳ مقابل چلسی انگلستان قرار گرفت و دو تیم در وقتهای اضافه به نتیجه ۲–۲ دست یافتند و در پنالتی‌ها بایرن مونیخ ۵–۴ توانست چلسی را شکست داده و برای نخستین بار فاتح این جام شود. یوپ هاینکس که بهترین دوران جدید این باشگاه را رقم زد و در این باشگاه «پدر» لقب گرفته بود، در آن سال بازنشسته شد.
پس از یوپ هاینکس، پپ گواردیولا که پیش از بازنشستگی یوپ هاینکس از قبل به عنوان سرمربی بایرن در نظر گرفته شده بود، هدایت این تیم را برعهده گرفت. بایرن در سوپر جام آلمان ۲۰۱۳ به مصاف بورسیا دورتموند رفت و در آن بازی با نتیجه ۴ بر ۲ بازندهٔ بازی شد. در ادامهٔ این فصل ۷ هفته پیش از پایان بایرن قهرمانی بوندس‌لیگا خود را مسجل کرد و با پیروزی بر بورسیا دورتموند در جام حذفی، دو گانهٔ داخلی را به دست آورد. کاری که یوپ هاینکس در فصل پیش انجام داد و گواردیولا در فصل ۱۴–۲۰۱۳ این کار را تکرار کرد تا سلطهٔ بایرن مونیخ با دو بار قهرمانی در هر دو جام داخلی به نمایش در بیاید. اما او در لیگ قهرمانان اروپا ناکام شد. باخت سنگین ۵ بر ۰ مقابل رئال مادرید در نیمه نهایی لیگ قهرمانان اروپا ۱۴–۲۰۱۳، کاری کرد تا سه‌گانهٔ هاینکس تکرار نشود و پپ با همین دو جام ممکن فصل را به پایان برساند. بایرن در سوپر جام آلمان ۲۰۱۴ هم مقابل رقیب سنتی خود بورسیا دورتموند شکست خورد.
در فصل بعد ۱۵–۲۰۱۴، بایرن عملکرد بسیار ضعیفی نسبت به فصل قبل و فصل قبل‌تر داشت، به گونه‌ای که ضعیف‌ترین عملکرد دوران مربیگری گواردیولا تاکنون است. قهرمانی بوندس‌لیگا تنها دست‌آورد پپ در این فصل بو آن‌ها در جام حذفی آلمان در مرحلهٔ نیمه نهایی مغلوب بورسیا دورتموند شدند، در نیمه نهایی لیگ قهرمانان اروپا مقابل بارسلونا شکست خوردند و در سوپر جام در مقابل وولفسبورگ متحمل شکست شدند تا کار پپ در این تیم سخت شود. ناکامی پپ و تنها به‌دست آوردن یک جام باعث زمزمه‌های رفتن او شد. مصدومان فراوان از جمله آرین روبن و فرانک ریبری، در انتهای فصل کار را برای بایرن مونیخ دشوارتر کرد تا جایی که در لیگ قهرمانان نیز باواریایی‌ها نتیجه نگرفتند.
اما فصل ۲۰۱۵_۱۶ برای بایرن مونیخ رؤیایی آغاز شد. پیروزی‌های پرگل و پیاپی این تیم ندای یک فصل خوب را می‌داد که در اواخر فصل اینگونه نشد. در اواخر فصل گفته شد که پپ در فصل بعد از تیم جدا شده و به سیتی می‌پیوندد. به همین دلیل کارلو آنچلوتی با بایرن مونیخ به توافق رسید تا فصل آینده آنچلوتیِ با سابقه و پرافتخار هدایت بایرن را بر عهده بگیرد. وجود این اتفاقات نظم را در این باشگاه از بین برد ولی پپ قول داد که در شرایطی این باشگاه را ترک می‌کند که نام او سال‌ها در باشگاه به نیکی یاد شود. اما شرایط اینگونه پیش نرفت. اتلتیکو مادرید در نیمه نهایی لیگ قهرمانان اروپا ۱۶–۲۰۱۵ بایرن را شکست داد تا پپ گواردیولا با سه حذف از سه فصل حضور در لیگ قهرمانان، این باشگاه را ترک کند. در مجموع او سه فصل در مقابل سه تیم اسپانیایی رئال مادرید، بارسلونا و اتلتیکو مادرید در مرحلهٔ نیمه نهایی لیگ قهرمانان اروپا حذف شد اما عمده موفقیت تیم قهرمانی در هر سه دوره حضور گواردیولا در بوندس‌لیگا بود. بایرن سپس در جام حذفی نیز قهرمان شد.
بایرن مونیخ در فصل ۱۷–۲۰۱۶ با وجود شروعی قدرتمندانه، در ادامه فصل در بعضی بازی‌های بزرگ به مشکل برخورد ولی کارلو آنچلوتی بوندس‌لیگا و سوپر کاپ آلمان ۲۰۱۶ را برای بایرن به ارمغان بیاورد. وی در ماه سپتامبر ۲۰۱۷ و پس از باخت ۳ بر صفر مقابل پاری سن ژرمن در لیگ قهرمانان از باشگاه اخراج شد و ویلی سانیول به‌طور موقت جانشین او شد.
در تاریخ ۶ اکتبر ۲۰۱۷ بایرن رسماً اعلام کرد که یوپ هاینکس را دوباره به عنوان جانشین آنچلوتی برگزیده است. سرانجام پس از مطرح شدن نام چندین مربی بزرگ، مدیران بایرن تصمیم گرفتند بار دیگر به هاینکس اعتماد کنند. هاینکس بازگشت بسیار موفقی به بایرن مونیخ داشت و موفق شد با اقتدار قهرمانی بوندس‌لیگا را به‌دست‌آورد و در لیگ قهرمانان نیز تا مرحله نیمه نهایی صعود کردند. در نیمه نهایی نیز در هر دو بازی رفت و برگشت نمایش نسبتاً خوبی در مقابل رئال مادرید داشتند اما به دلیل مصدومیت تعداد زیادی از بازیکنان اصلی این تیم از جمله مانوئل نویر، آرین روبن، دیوید آلابا، ژروم بواتنگ، کینگزلی کومان و آرتورو ویدال همانند سال گذشته از راهیابی به فینال بازماندند. بایرن در دو سال متوالی که مقابل رئال قرار گرفت، داوران آن مسابقه عملکرد بحث‌برانگیزی داشتند. جونیت چاکر و ویکتور کاسای داورانی بودند که در قضاوت آنان به نفع رئال گمانه‌زنی شد.
در آخرین روزهای سرمربی‌گری هاینکس، تیم‌های بایرن مونیخ و آینتراخت فرانکفورت در فینال جام حذفی آلمان ۱۸–۲۰۱۷ به مصاف هم رفتند که در پایان آینتراخت فرانکفورت با نتیجه ۳ بر ۱ پیروز شد، تا یوپ هاینکس خداحافظی تلخی با بایرن مونیخ داشته باشد.
پیش از شروع مسابقات بوندس‌لیگا ۱۸–۲۰۱۷، بایرن مونیخ و آینتراخت در سوپر کاپ آلمان به مصاف هم رفتند که در پایان بایرن با پیروزی ۵–۰ آینتراخت فرانکفورت را شکست داد و فاتح سوپرجام آلمان شد و نیکو کواچ با جام کارش را در بایرن مونیخ شروع کرد. در پایان این بازی باواریایی‌ها موفق به کسب هفتادمین جام تاریخ خود شدند. پس از آن کواچ لیگ را با هفت برد پیاپی و عملکرد عالی آغاز کرد. اما در ادامه عملکرد ضعیف کواچ و شاگردانش موجب شد تا آنها نیم فصل اول را پایین‌تر از دورتموند، رقیب سنتی خود تمام کنند. برخلاف سالهای حضور فن خال و آنجلوتی، مدیران بایرن تصمیم به حمایت از نیکو کواچ گرفتند. پس از تعطیلات زمستانی، بایرن فاصله امتیازی خود را با دورتموند کم کرد و به جایگاه همیشگی‌اش یعنی صدر جدول برگشت. در مرحله یک‌هشتم نهایی لیگ قهرمانان ۱۸–۲۰۱۷، آنها به مصاف لیورپول رفتند و برای نخستین بار، پس از سال ۲۰۱۱ موفق به حضور در مرحله یک چهارم نهایی این تورنمنت نشدند. در طول فصل، آرین روبن اعلام کرد که از باشگاه خواهد رفت و خروج فرانک ریبری نیز توسط اولی هوینس اعلام شد. در مارس ۲۰۱۹، بایرن اعلام کرد که برای فصل بعد، با مبلغ ۸۰ میلیون یورو لوکاس هرناندز بازیکن فرانسوی اتلتیکو مادرید را که گرانترین خرید تاریخ آنهاست، خریده‌اند. در ۱۸ می ۲۰۱۹ بایرن موفق به دریافت هفتمین عنوان قهرمانی متوالی خود در بوندسلیگا با ثبت ۷۸ امتیاز شد. یک هفته بعد، بایرن با پیروزی ۰–۳ برابر لایپزیگ در فینال جام حذفی، توانست ۱۹امین عنوان خود در این تورنمنت را به‌دست بیاورد و برای ۱۲امین بار، صاحب دو جام معتبر داخلی آلمان شود.
در فصل ۲۰۱۹–۲۰ و بعد از شکست سنگین ۵–۱ مقابل اینتراخت فرانکفورت در هفته دهم بوندسلیگا، با رضایت طرفین نیکو کواچ از بایرن جدا شد و پس از آن هانسی فلیک که پیش از آن دستیار کواچ بود به عنوان جانشین موقت او انتخاب شد اما وی توانست تا پایان فصل مقتدرانه سه‌گانه را به دست آورد و قراردادش را تا سال ۲۰۲۳ تمدید کند.از افتخارات هانسی فلیک میتوان به کسب شش گانه در سال 2020 اشاره کرد و بایرن را به دومین تیمی که به شش گانه دست یافته است تبدیل کند. همچنین هانسی فلیک باشگاه فوتبال بارسلونا را در لیگ قهرمانان اروپا با نتیجه 8بر2 ناکام سازد. سپس در فینال مقابل باشگاه فوتبال پی اس جی با نتیجه 1بر0 قهرمان لیگ قهرمانان اروپا کند.

## رنگ‌ها
در قوانین اصلی باشگاه بایرن مونیخ رنگ‌های سفید و آبی به عنوان رنگ اصلی باشگاه ذکر شده است. با این حال باشگاه تا سال ۱۹۰۵ با لباس‌های سفید و شلوارک‌های مشکی در مسابقات حاضر شد. بعدها بر اساس قوانین باشگاه‌ها موظف به استفاده از رنگ قرمز در لباس‌های خود شدند. از آن مدت بایرن در بیشتر مسابقات بایرن با لباس‌های قرمز و سفید بازی کرده است هر چند که در بعضی ادوار از لباس‌های آبی و مشکی نیز استفاده شده است. لباس خارج از خانهٔ بایرن همواره روند مشخصی نداشته و رنگ‌های سفید، سیاه، آبی و، سبز–طلایی استفاده شده‌اند.

### لباس‌های تاریخی
| فینال جام در جام اروپا ۱۹۶۷ | ۱۹۶۸-۶۹ بوندس لیگا و ۶۹-۱۹۶۸ جام حذفی آلمان قهرمان | ۷۲–۱۹۷۱ و ۷۳-۱۹۷۲ بوندس لیگا قهرمان | ۱۹۷۳-۷۴ بوندس لیگا قهرمان | ۱۹۷۶ جام بین قاره‌ای ۱۹۷۶ فینال | ۱۹۷۴ و ۱۹۷۶ فینال جام باشگاه‌های اروپا | ۱۹۷۵ و ۱۹۸۲ فینال جام باشگاه‌های اروپا | ۱۹۸۷ · فینال جام باشگاه‌های اروپا |

| ۱۹۹۳-۹۴ بوندس لیگا قهرمان | فینال جام یوفا ۱۹۹۶ · (بازی رفت) | فینال جام یوفا ۱۹۹۶ · (بازی برگشت) | ۱۹۹۸-۹۹ بوندس لیگا قهرمان | فینال لیگ قهرمانان اروپا ۱۹۹۹ | ۱۹۹۹ فینال جام حذفی آلمان | ۱۹۹۹–۲۰۰۰ و ۰۱–۲۰۰۰ قهرمان بوندس لیگا | فینال لیگ قهرمانان اروپا ۲۰۰۱ | ۲۰۰۲-۰۳ بوندس لیگا و ۰۳-۲۰۰۲ جام حذفی قهرمان | ۲۰۰۳ فینال جام حذفی |

| ۲۰۰۴-۰۵ بوندس لیگا و ۰۵-۲۰۰۴ جام حذفی قهرمان | ۲۰۰۵-۰۶ بوندس لیگا و ۰۶-۲۰۰۵ جام حذفی قهرمان | ۲۰۰۷-۰۸ بوندس لیگا و ۰۸-۲۰۰۷ جام حذفی قهرمان | ۲۰۰۹-۱۰ بوندس لیگا و ۱۰-۲۰۰۹ جام حذفی قهرمان | فینال لیگ قهرمانان اروپا ۲۰۱۰ | فینال لیگ قهرمانان اروپا ۲۰۱۲ | فینال لیگ قهرمانان اروپا ۲۰۱۳ قهرمان | چهارگانه ۲۰۱۳ | ۲۰۱۴ فینال جام حذفی | شش‌گانه ۲۰۲۰ |

## نشان‌واره
نشان بایرن از زمان تأسیس تاکنون چندین بار تغییر کرده است. این نشان‌واره در اصل از حروف حالت داده شدهٔ F (فوتبال)، C (باشگاه)، B (بایرن) و M (مونیخ) تشکیل شده است. نخستین نشان بایرن در ابتدا به‌صورت یک پرچم به رنگ آبی بود که در اصل، رنگ‌های ایالت باواریا بودند. نسخهٔ جدید نشان‌وارهٔ این باشگاه در سال ۱۹۵۴ و سپس در سال ۱۹۶۱ میلادی طی چندین مرتبه تغییراتی داشت، زیرا برای نخستین بار در آن از پرچم ایالت باواریا به‌صورت لوزی شکل استفاده می‌شد.
باشگاه در سال ۲۰۰۲ حروف EV (به‌معنای باشگاه ثبت‌شده) که در سال ۱۹۷۰ معرفی شده‌بود را پس از ۳۲ سال از نشان‌واره‌اش حذف کرد. این کار عملی غیرعادی نبود، چون پیش از آن تیم‌های بزرگ اروپایی دیگر نیز همچون منچستر یونایتد دست به این کار زده‌بودند. درحالی‌که نشان بایرن برای اغلب زمان‌ها تک رنگ، آبی یا قرمز بود، نشان کنونی آبی، قرمز و سفید است. رنگ ایالت باواریا در وسط و نوشتهٔ باشگاه فوتبال بایرن مونیخ به رنگ سفید در گرداگرد آن و حلقهٔ ای به رنگ قرمز، رنگ ایالت باواریا را در مرکز خود دارد. در سال ۲۰۱۷، باشگاه بایرن از نشان‌وارهٔ جدید خود رونمایی کرد که در آن خط نوشتار نام باشگاه تغییر یافته و حلقهٔ دور نشان باشگاه رنگ قرمز جدید پررنگ‌تری به خود گرفته است.
- ۱۹۹۱–۱۹۹۰
- ۱۹۹۱–۱۹۰۶
- ۳۸–۱۹۲۳
۵۴–۱۹۴۵
- ۶۱–۱۹۵۴
- ۶۵–۱۹۶۱
- ۷۰–۱۹۶۵
- ۷۹–۱۹۷۰
- ۹۶–۱۹۷۹
- ۰۲–۱۹۹۶
- ۱۷–۲۰۰۲
- ۲۰۱۷–

## ورزشگاه
بایرن نخستین بازی تمرینی خود را در شیرنپلتز در مرکز شهر مونیخ انجام داد. نخستین بازی رسمی بایرن در Theresienwiese برگزار شد. در سال ۱۹۰۱ بایرن به یک محوطه اختصاصی در Schwabing که در Clemensstraße قرار داشت نقل مکان کرد. بایرن مونیخ پس از ترکیب با تیم مونچنر اسپرت-کلاب (MSC) در سال ۱۹۰۶ میلادی به زمین مونچنر در لئوپولد نقل مکان کرد. برای جذب هواداران خانگی که در آغاز سال ۱۹۲۰ شروع شد، بایرن به محل‌های مختلفی در مونیخ جابجا شد.
از سال ۱۹۲۵ تیم بایرن به‌طور مشترک با مونیخ ۱۸۶۰ در ورزشگاه گرونوالدر توپ می‌زد. تا جنگ جهانی دوم صاحب ورزشگاه، مونیخ ۱۸۶۰ بود و هنوز هم در میان مردم به‌طور محاوره‌ای این ورزشگاه «شصت» شناخته می‌شود. در خلال جنگ جهانی این ورزشگاه تخریب شد و تلاش برای بازسازی آن طی مدتی به صورت جسته گریخته و تدریجی به نتیجه رسید. رکورد حضور تماشاگران در این ورزشگاه، مربوط به بازی خانگی بایرن با نورنبرگ در فصل ۶۲–۱۹۶۱ میلادی با پنجاه هزار تماشاگر گزارش شده است. در آن دوران بوندس‌لیگا ظرفیت ورزشگاه چهل و چهار هزار تماشاگر بود که طی بارها به این مقدار رسیده‌بود، ولی در نهایت به ۲۱٫۲۷۲ نفر کاهش پیدا کرد. امروزه تیم دوم هر دو باشگاه و نیز تیم بانوان بایرن در این ورزشگاه توپ می‌زنند.
برای بازی‌های المپیک تابستانی ۱۹۷۲ در شهر مونیخ استادیوم المپیک ساخته شد. این استادیوم برای معماری خود مشهور است که در آخرین مسابقهٔ بوندس‌لیگا در فصل ۷۲–۱۹۷۱ به بهره‌برداری رسید. این مسابقه جمعیت ۷۹ هزار نفری را به خود جلب کرد. این ورزشگاه در زمان ساخته شدن یکی از استادیوم‌های برتر جهان در نظر گرفته می‌شد که میزبان رقابت‌های بزرگی بود، از جمله فینال جام جهانی ۱۹۷۴ و جام باشگاه‌های اروپا ۱۹۸۸. در سال‌های بعد ورزشگاه مورد چندین تغییر مانند افزایش فضای نشستن از ۵۰ درصد به ۶۰ درصد بود که در نهایت ورزشگاه به ظرفیت ۶۰٫۰۰۰ نفری برای مسابقات ملی و ۵۹٫۰۰۰ نفری برای رقابت‌های بین‌المللی (مانند مسابقات جام اروپا) رسید.
تیم اول بایرن برای ۳۳ سال در ورزشگاه المپیک مونیخ بازی می‌کرد با این حال، بسیاری از هواداران شروع به گلایه در مورد سرد بودن آب و هوا در فصل زمستان کردند. حدود نیمی از هواداران به دلیل نداشتن پوشش مناسب ورزشگاه در معرض تغییرات آب و هوا بودند. از سال ۲۰۰۲ باشگاه‌های بایرن و مونیخ ۱۸۶۰ برای احداث یک ورزشگاه بزرگ‌تر با امکانات کامل، به فکر افتادند و پاییز ۲۰۰۲ در شمال مونیخ ساخت و ساز ورزشگاه را با نام آلیانتس آرنا شروع کردند. ساخت آن تا آوریل ۲۰۰۵ طول کشید و بایرنی‌ها از مه ۲۰۰۵ بازی‌های خانگی خود را در این ورزشگاه انجام می‌دهند. آلیانتس آرنا گنجایش ۷۵ هزار تماشاگر را دارد و با طراحی منحصر به فرد خود که قابلیت تغییر رنگ نمای بیرونی را دارد معروف است. آلیانتس آرنا میزبان تعدادی از بازی‌های جام جهانی ۲۰۰۶ بود از جمله دیدار نیمه‌نهایی بین فرانسه و پرتغال. دیدار فینال لیگ قهرمانان اروپا ۲۰۱۲ نیز از دیگر دیدارهای مهمی بود که در این ورزشگاه برگزار شد.

## هواداران و کانون‌های هواداری باشگاه
بایرن مونیخ خود را یک باشگاه ملی می‌داند. این باشگاه دارای بیش از ۱۸۷٫۰۰۰ عضو و ۳۲۰۲ فروشگاه است که از این لحاظ در کشور آلمان بزرگ‌ترین باشگاه به‌شمار می‌رود. افراد معروفی مانند بوریس بکر، بندیکت شانزدهم، ولادیمیر کلیچکو، نیکو رزبرگ و اشتفی گراف از طرفداران این باشگاه هستند.
لیست افزایش تعداد هواداران باشگاه طی ۱۵ سال گذشته:
| فصل     | اعضای باشگاه | کانون‌های هواداری | اعضای کانون‌های هواداری |
| ------- | ------------ | ---------------- | ---------------------- |
| ۰۱–۲۰۰۰ | ۹۱٫۲۸۸       | ۱٫۹۰۹            | ۱۱۵٫۳۴۳                |
| ۰۲–۲۰۰۱ | ۹۵٫۱۹۵       | ۱٫۹۸۰            | ۱۲۱٫۳۴۸                |
| ۰۳–۲۰۰۲ | ۹۶٫۴۴۰       | ۲٫۰۵۵            | ۱۳۲٫۳۰۸                |
| ۰۴–۲۰۰۳ | ۹۷٫۸۱۰       | ۲٫۱۲۳            | ۱۳۶٫۵۶۳                |
| ۰۵–۲۰۰۴ | ۱۰۴٫۷۲۰      | ۲٫۱۸۹            | ۱۴۶٫۰۰۹                |
| ۰۶–۲۰۰۵ | ۱۲۱٫۱۱۹      | ۲٫۲۹۰            | ۱۵۶٫۶۷۳                |
| ۰۷–۲۰۰۶ | ۱۳۵٫۷۵۲      | ۲٫۳۲۹            | ۱۶۴٫۵۸۰                |
| ۰۸–۲۰۰۷ | ۱۴۷٫۰۷۲      | ۲٫۴۳۷            | ۱۷۶٫۹۷۶                |
| ۰۹–۲۰۰۸ | ۱۵۱٫۲۲۷      | ۲٫۵۳۵            | ۱۸۱٫۶۸۸                |
| ۱۰–۲۰۰۹ | ۱۶۲٫۱۸۷      | ۲٫۷۶۴            | ۱۹۲٫۱۶۰                |
| ۱۱–۲۰۱۰ | ۱۷۱٫۳۴۵      | ۲٫۹۵۲            | ۲۰۴٫۲۳۵                |
| ۱۲–۲۰۱۱ | ۱۸۷٫۸۶۵      | ۳٫۲۰۲            | ۲۳۱٫۱۹۷                |
| ۱۳–۲۰۱۲ | ۱۹۵٫۶۸۹      | ۳٫۵۷۶            | ۲۶۲٫۰۷۷                |
| ۱۴–۲۰۱۳ | ۲۳۳٫۴۲۷      | ۳٫۷۴۹            | ۲۸۳٫۵۵۸                |
| ۱۵–۲۰۱۴ | ۲۵۱٫۳۱۵      | ۳٫۷۷۴            | ۲۹۳٫۶۰۷                |
| ۱۶–۲۰۱۵ | ۲۷۰٫۳۲۹      | ۴٫۰۳۰            | ۳۱۴٫۹۱۹                |

## هماوردی‌ها

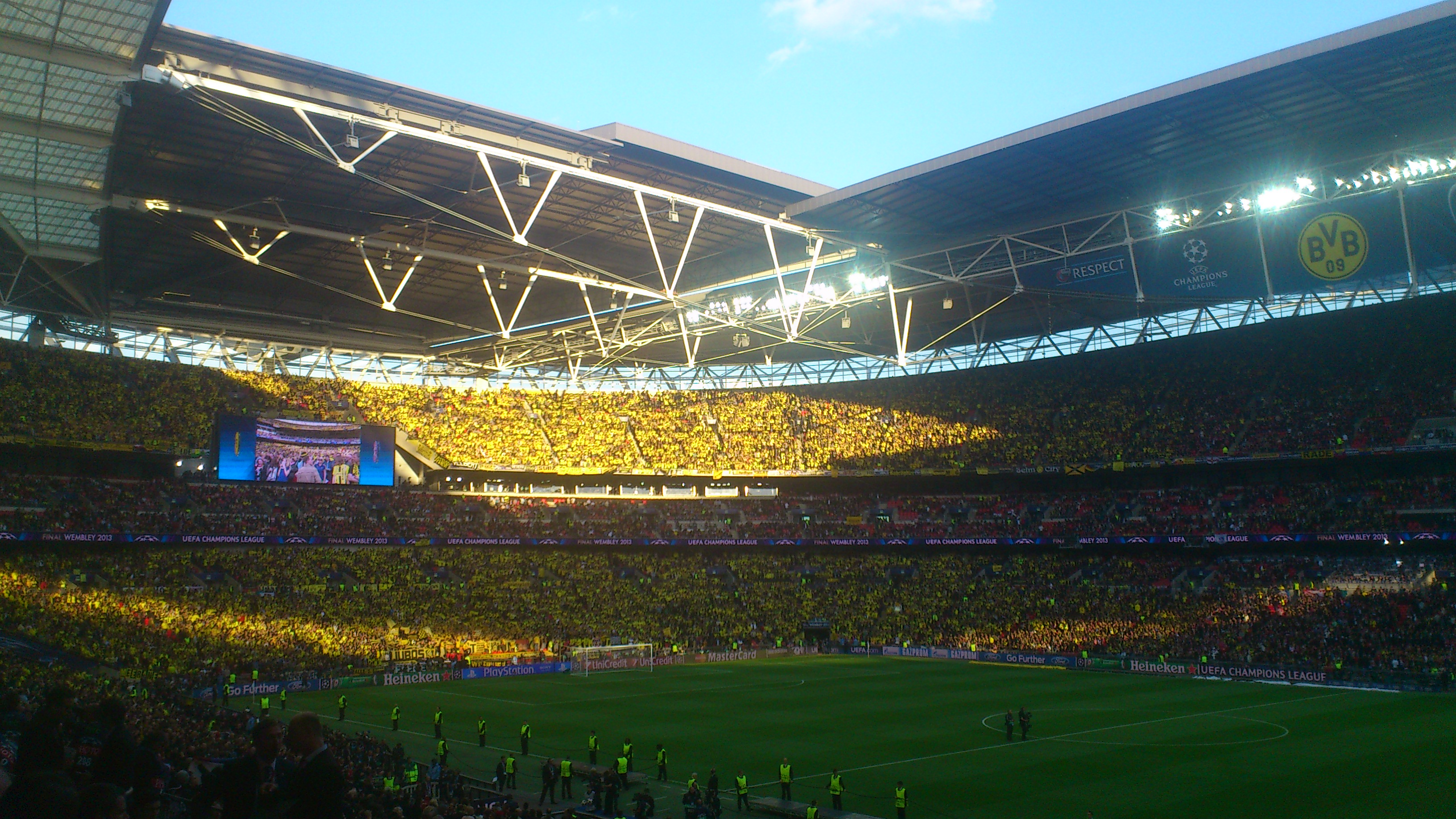
بایرن در فینال لیگ قهرمانان اروپا در ۲۵ مه سال ۲۰۱۳ دورتموند را شکست داد.

بایرن یکی از سه باشگاه حرفه‌ای شهر مونیخ است و یکی از هماوردهای سنتی این باشگاه مونیخ ۱۸۶۰ است. این باشگاه رقیب هم‌اینک شرایط مناسبی ندارد و در چند سال اخیر فراز و نشیب زیادی داشته است. مونیخ ۱۸۶۰ هم‌اکنون در دسته بوندس‌لیگا ۲ بازی‌های خود را برگزار می‌کند و به همین دلیل شهرآورد مونیخ بین این دو تیم برگزار نمی‌شود.
یکی دیگر از هماوردهای بایرن اف سی نورنبرگ است. نورنبرگ در دهه ۲۰ از موفق‌ترین باشگاه‌های آلمان بود که موفق به دستیابی به ۵ قهرمانی در لیگ آلمان شده بود. دیدار بایرن و نورنبرگ یکی از مهم‌ترین دیدارهای بوندس‌لیگا است که به آن شهرآورد (دربی) باواریا نیز می‌گویند. دیگر هماورد قدیمی بایرن در آلمان، کایزرسلاوترن است؛ به‌ویژه از سال ۱۹۷۳ که بایرن بازی ۴–۱ برده خود را ۷–۴ مقابل این تیم بازنده شد. باشگاه‌های شالکه ۰۴، هامبورگ از دههٔ ۸۰ میلادی و بروسیا مونشن گلادباخ از دههٔ ۷۰ میلادی نیز از هماوردهای دیرینه بایرن به ویژه در ۳۰ سال اخیر بوده‌اند. البته بازی با تیم اشتوتگارت هم همیشه مورد توجه قرار گرفته است.
هماوردهای بین‌الملی بایرن عبارتند از بارسلونا، رئال مادرید، آث میلان و منچستر یونایتد که بیشتر به خاطر برد یا باخت‌های کلاسیک در رقابت‌های اروپایی بوده است اما با باشگاه یوونتوس در تورین ایتالیا رابطه خوبی طی سال‌های گذشته داشته است.

### کلاسیک آلمان
کلاسیک آلمان (به آلمانی: Der Klassiker) یا هماوردی بزرگ، سنتی و دیرینه فوتبال آلمان، رویارویی بین دو تیم بایرن مونیخ و بروسیا دورتموند است. رقابتی که به دلیل وضعیت مناسب دو باشگاه در آلمان و تعداد زیاد هواداران آن‌ها همواره جذاب، جنجالی و پرحاشیه بوده است. مهم‌ترین رقیب بایرن در آلمان بروسیا دورتموند است. این دو باشگاه بارها برای کسب قهرمانی در لیگ داخلی و جام حذفی با یکدیگر رقابت کرده‌اند. باخت ۵–۲ بایرن در برابر دورتموند در جام حذفی سال ۲۰۱۲، سنگین‌ترین شکست بایرن در بازی‌های فینال تاکنون است. اوج رقابت این دو باشگاه به لیگ قهرمانان اروپا ۱۳–۲۰۱۲ بازمی‌گردد که بایرن در فینال ورزشگاه ومبلی ۲–۱ دورتموند را شکست داده و قهرمان اروپا شد.

## رؤسا و مربیان
بایرن بیشتر توسط بازیکنان قدیمی این باشگاه هدایت و اداره می‌شود. هم‌اکنون رئیس هیئت مدیره بایرن مونیخ هربرت هاینر مدیرعامل سابق آدیداس می‌باشد که جایگزین اولی هوینس (ملقب به معمار بایرن) شده است. مدیرعامل تیم اولیور کان (دروازه‌بان پیشین بایرن مونیخ) و مدیر ورزشی باشگاه هم حسن صالح حمیدزیچ (بازیکن پیشین بایرن) می‌باشد.

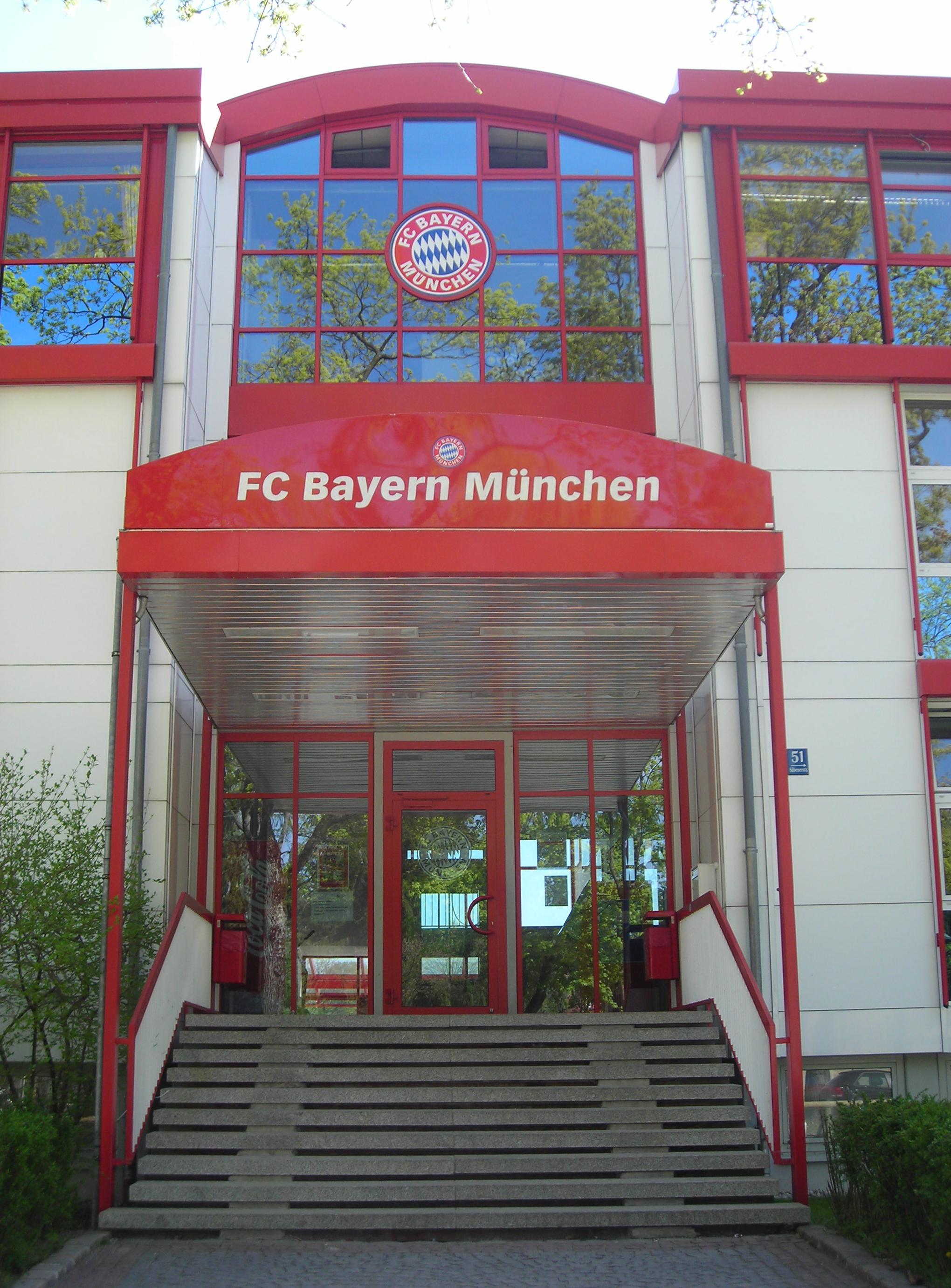
در ورودی ادارهٔ مرکزی باشگاه فوتبال بایرن مونیخ

| رؤسای بایرن از سال ۱۹۰۰ میلادی           | سال       |
| ---------------------------------------- | --------- |
| فرانتس جان                               | ۱۹۰۰–۱۹۰۳ |
| ویلم هسلینک                              | ۱۹۰۳–۱۹۰۶ |
| کورت مولر                                | ۱۹۰۶–۱۹۰۷ |
| آنجلو کنور                               | ۱۹۰۷–۱۹۱۳ |
| کورت لندائر                              | ۱۹۱۳–۱۹۱۴ |
| فرد دان                                  | ۱۹۱۴–۱۹۱۵ |
| هانس تاش                                 | ۱۹۱۵      |
| فریتز مایر                               | ۱۹۱۵      |
| هانس برمولر                              | ۱۹۱۶      |
| فریتز مایر                               | ۱۹۱۶–۱۹۱۹ |
| کورت لندائر                              | ۱۹۱۹–۱۹۲۱ |
| فرد دان                                  | ۱۹۲۱–۱۹۲۲ |
| کورت لندائر                              | ۱۹۲۲–۱۹۳۳ |
| زیگفرید هرمان                            | ۱۹۳۳–۱۹۳۴ |
| کارل هاینز Oettinger                     | ۱۹۳۴–۱۹۳۵ |
| ریچارد ایمز مایر                         | ۱۹۳۵–۱۹۳۷ |
| فرانتس نوسهاردس                          | ۱۹۳۷–۱۹۳۸ |
| فرانتس کلر                               | ۱۹۳۸–۱۹۴۳ |
| جوزف Sauter                              | ۱۹۴۳–۱۹۴۵ |
| فرانتس خاوی هلیمنسدر                     | ۱۹۴۵      |
| جوزف بایر                                | ۱۹۴۵      |
| زیگفرید هرمان                            | ۱۹۴۵–۱۹۴۷ |
| کورت لندائر                              | ۱۹۴۷–۱۹۵۱ |
| ژولیوس سئورینگ                           | ۱۹۵۱–۱۹۵۳ |
| آدولف فیشر، کارلی واید و هوگو Theisinger | ۱۹۵۳–۱۹۵۵ |
| آلفرد رایدلینگر                          | ۱۹۵۵–۱۹۵۸ |
| رولاند اندلر                             | ۱۹۵۸–۱۹۶۲ |
| ویلهم نیودکر                             | ۱۹۶۲–۱۹۷۹ |
| ویلی او.هافمن                            | ۱۹۷۹–۱۹۸۵ |
| فریتس شرر                                | ۱۹۸۵–۱۹۹۴ |
| فرانتس بکن باوئر                         | ۱۹۹۴–۲۰۰۹ |
| اولی هوینس                               | ۲۰۰۹–۲۰۱۴ |
| کارل هوپفنر                              | ۲۰۱۴–۲۰۱۶ |
| اولی هوینس                               | ۲۰۱۶–۲۰۱۹ |
| هربرت هاینر                              | ۲۰۱۹–     |

| مربیان بایرن از سال ۱۹۴۸ میلادی                                          | سال       |
| ------------------------------------------------------------------------ | --------- |
| آلوین ریمکه                                                              | ۱۹۴۸–۱۹۵۰ |
| دیوید دیویدسون                                                           | ۱۹۵۰      |
| مکس Schäfer                                                              | ۱۹۵۱–۱۹۵۳ |
| گئورک بایرر                                                              | ۱۹۵۳–۱۹۵۴ |
| گئورگ کنوپفله                                                            | ۱۹۵۴–۱۹۵۵ |
| یاکوب اشتریتل                                                            | ۱۹۵۵      |
| هربرت مول                                                                | ۱۹۵۵–۱۹۵۶ |
| ویلیبالد هان                                                             | ۱۹۵۶–۱۹۵۸ |
| آدولف پاتک                                                               | ۱۹۵۸–۱۹۶۱ |
| هلموت اشنایدر                                                            | ۱۹۶۱–۱۹۶۳ |
| از این سال به بعد در بخش مربیان بایرن به‌صورت بسط داده شده آورده شده است. |           |

## حامیان مالی
آدیداس: باشگاه بایرن مونیخ با قراردادی ۹۰۰ میلیون یورویی (۶۴۵ میلیون پوند) همکاری خود با آدیداس را تا سال ۲۰۳۰ ادامه می‌دهد. قرارداد فعلی ۵ سال دیگر اعتبار دارد اما شرکت البسه آلمانی سریع تر از موعد ۱۰ سال دیگر با قهرمان بوندس‌لیگا تمدید کرد. اولیور بورگن سخنگوی آدیداس می‌گوید: «با تمدید قرارداد، آدیداس به همکاری با بایرن تا سال ۲۰۳۰ ادامه می‌دهد.» آدیداس ۸٫۳۳ درصد از سهام بایرن را در اختیار دارد. همچنین مبلغی که آدیداس به بایرن پرداخت می‌کند برابر ۸۰ میلیون یورو در سال می‌باشد. همچنین آدیداس به عنوان سهامدار و اسپانسر بایرن مبالغ زیادی به بایرن برای ساخت آکادمی و هزینه‌های دیگر ورزشگاه کمک می‌کند.
دویچه تلکوم: یک شرکت مخابرات آلمانی است که مرکز آن در بن قرار دارد و بزرگ‌ترین شرکت مخابراتی در آلمان و اروپا است. این شرکت با پرداخت سالانه ۴۰ میلیون دلار تا سال ۲۰۱۷، برند شرکت دویچه تلکوم را روی پیراهن بازیکنان بایرن مونیخ آگهی می‌کند.
آئودی: آئودی شرکت خودروسازی آلمانی که سال ۲۰۰۲ قراردادش را با این باشگاه آلمانی بست و امسال نیز پانزدهمین فصلی است که در کنار بایرنی‌ها می‌ایستد. علاوه بر این آئودی مسابقات چند جانبه «آئودی کاپ» هم دارد که از ۲۰۰۹ و هر دو سال در ورزشگاه آلیانتس آرنا برگزار می‌شود.
آلیانتس: آلیانتس شرکت چندملیتی خدمات مالی است، که دفتر مرکزی آن، در شهر مونیخ آلمان قرار دارد. این شرکت، فعالیت‌های اقتصادی فراوانی دارد، ولی تمرکز اصلی آن، بر ارائه خدمات بیمه می‌باشد. گروه خدمات مالی آلیانتس، حقوق نام ورزشگاه را تا سی سال خریداری کرده اما در بازی‌های رسمی فیفا و یوفا نمی‌توان از این نام استفاده کرد، زیرا سیاست‌های منع حمایت شرکت‌های اسپانسر که شرکای رسمی مسابقات هستند بر این دو نهاد حاکم است و این دلیل آن است که در گاهی به جای نام آلیانتس نام فوسبال آرنا را استفاده می‌کنند.
پروکتر اند گمبل: شرکت چندملیتی و آمریکایی مربوط به کالاهای مصرفی است که دفتر مرکزی آن در شهر سینسینتی، در ایالت اوهایو قرار دارد. این شرکت در سال ۱۸۳۷ میلادی، توسط ویلیام پروکتر و جیمز گمبل تأسیس شد و در حال حاضر از محصولات براون، دوراسل، ژیلت، پمپرز، هد اند شولدرز، اورال-بی، دولچه و گابانا، هربال اسنسز و هوگو باس تا تولیدات پرینگلز وکیلوگ، طیف وسیعی از مواد غذایی، لوازم آرایشی و محصولات بهداشتی را تولید و عرضه می‌نماید.
مان: شرکت خودروسازی ماشین‌های سنگین به نام مان که در مونیخ آلمان قرار دارد و یکی از حامیان باشگاه بایرن مونیخ می‌باشد. این شرکت از سال ۲۰۰۸ با باشگاه بایرن همکاری می‌کند و به تازگی این قرارداد تا سال ۲۰۱۹ تمدید شد. یواخیم دریز مدیر عامل شرکت مان است. شرکت مان از سال ۲۰۰۸ اتوبوس‌های مخصوص تیم‌های فوتبال و بسکتبال بایرن را تأمین می‌کند.
پاولانا: از معروفترین برندهای آبجو در جهان است. شرکت پاولانا در سال ۱۶۰۰ توسط راهب مونیخی سان فرانسیسکو دی پاولا بنیاد گذاشته شد. این شرکت اسپانسر رسمی بایرن مونیخ است و بازیکنان بایرن در جشن‌های پیروزی از این آبجو استفاده می‌کنند.

### دیگر حامیان
- هواپیمایی قطر
- دی‌اچ‌ال
- سامسونگ
- هایپو-وراینس بانک

### حامیان گذشته
- ماگیروس. ایویکو[۵۶] (۱۹۷۸–۱۹۸۴)
- کمودور اینترنشنال[۵۷] (۱۹۸۴–۱۹۸۹)
- [۵۸] (۱۹۸۹–۲۰۰۲)

## افتخارات

### رقابت‌های ملی
| رقابت‌ها               | قهرمانی | نایب قهرمانی                                                                                              | جایگاه سومی                                 |
| --------------------- | --- | --- | ------------------------------------------- |
| بوندس‌لیگا             | ۳۴ قهرمانی (رکورد): ۱۹۳۲، ۶۹–۱۹۶۸، ۷۲–۱۹۷۱، ۷۳–۱۹۷۲، ۷۴–۱۹۷۳، ۸۰–۱۹۷۹، ۸۱–۱۹۸۰، ۸۵–۱۹۸۴، ۸۶–۱۹۸۵، ۸۷–۱۹۸۶، ۸۹–۱۹۸۸، ۹۰–۱۹۸۹، ۹۴–۱۹۹۳، ۹۷–۱۹۹۶، ۹۹–۱۹۹۸، ۲۰۰۰–۱۹۹۹، ۰۱–۲۰۰۰، ۰۳–۲۰۰۲، ۰۵–۲۰۰۴، ۰۶–۲۰۰۵، ۰۸–۲۰۰۷، ۱۰–۲۰۰۹، ۱۳–۲۰۱۲، ۱۴–۲۰۱۳، ۱۵–۲۰۱۴، ۱۶–۲۰۱۵، ۱۷–۲۰۱۶، ۱۸–۲۰۱۷، ۱۹–۲۰۱۸، ۲۰–۲۰۱۹، ۲۱–۲۰۲۰، ۲۲–۲۰۲۱، ۲۳– ۲۰۲۲، ۲۵–۲۰۲۴ | ۱۰ نایب قهرمانی: ۷۰–۱۹۶۹، ۷۱–۱۹۷۰، ۸۸–۱۹۸۷، ۹۱–۱۹۹۰، ۹۳–۱۹۹۲، ۹۶–۱۹۹۵، ۹۸–۱۹۹۷، ۰۴–۲۰۰۳، ۰۹–۲۰۰۸، ۱۲–۲۰۱۱ | ۵ جایگاه سومی: ۱۹۶۶، ۱۹۷۶، ۱۹۸۲، ۲۰۰۲، ۲۰۱۱ |
| جام حذفی فوتبال آلمان | ۲۰ قهرمانی (رکورد): ۱۹۵۷، ۱۹۶۶، ۱۹۶۷، ۱۹۶۹، ۱۹۷۱، ۱۹۸۲، ۱۹۸۴، ۱۹۸۶، ۱۹۹۸، ۲۰۰۰، ۲۰۰۳، ۲۰۰۵، ۲۰۰۶، ۲۰۰۸، ۲۰۱۰، ۲۰۱۳، ۲۰۱۴، ۲۰۱۶، ۲۰۱۹، ۲۰۲۰ | ۴ نایب قهرمانی: ۱۹۸۵٬۱۹۹۹، ۲۰۱۲، ۲۰۱۸                                                                     |                                             |
| لیگاپوکال             | ۶ قهرمانی (رکورد): ۱۹۹۷، ۱۹۹۸، ۱۹۹۹، ۲۰۰۰، ۲۰۰۴، ۲۰۰۷ | ۱ نایب قهرمانی: ۲۰۰۶                                                                                      |                                             |
| سوپر جام فوتبال آلمان | ۱۰ قهرمانی (رکورد): ۱۹۸۲(غیررسمی)، ۱۹۸۷، ۱۹۹۰، ۲۰۱۰، ۲۰۱۲، ۲۰۱۶، ۲۰۱۷، ۲۰۱۸، ۲۰۲۰ ۲۰۲۲٬۲۰۲۱ | ۸ نایب قهرمانی: ۱۹۸۹، ۱۹۹۴، ۲۰۰۸، ۲۰۱۳، ۲۰۱۴، ۲۰۱۵، ۲۰۱۹، ۲۰۲۳                                            |                                             |

### رقابت‌های بین‌المللی
| جام قهرمانان اروپا / لیگ قهرمانان اروپا (۶ قهرمانی) | جام قهرمانان اروپا / لیگ قهرمانان اروپا (۶ قهرمانی) | جام قهرمانان اروپا / لیگ قهرمانان اروپا (۶ قهرمانی) | جام قهرمانان اروپا / لیگ قهرمانان اروپا (۶ قهرمانی) | جام قهرمانان اروپا / لیگ قهرمانان اروپا (۶ قهرمانی) | جام قهرمانان اروپا / لیگ قهرمانان اروپا (۶ قهرمانی) |
| --------------------------------------------------- | --------------------------------------------------- | --------------------------------------------------- | --------------------------------------------------- | --------------------------------------------------- | --------------------------------------------------- |
| ۷۴–۱۹۷۳                                             | ۷۵–۱۹۷۴                                             | ۷۶–۱۹۷۵                                             | ۰۱–۲۰۰۰                                             | ۱۳–۲۰۱۲                                             | ۲۰–۲۰۱۹                                             |
| جام در جام اروپا (۱ قهرمانی)                        |                                                     |                                                     |                                                     |                                                     |                                                     |
| ۶۷–۱۹۶۶                                             |                                                     |                                                     |                                                     |                                                     |                                                     |
| جام یوفا/لیگ اروپا (۱ قهرمانی)                      |                                                     |                                                     |                                                     |                                                     |                                                     |
| ۹۶–۱۹۹۵                                             |                                                     |                                                     |                                                     |                                                     |                                                     |
| سوپر جام اروپا (۲ قهرمانی)                          |                                                     |                                                     |                                                     |                                                     |                                                     |
| ۲۰۱۳                                                | ۲۰۱۳                                                | ۲۰۱۳                                                | ۲۰۲۰                                                | ۲۰۲۰                                                | ۲۰۲۰                                                |
| جام بین قاره‌ای (۲ قهرمانی)                          |                                                     |                                                     |                                                     |                                                     |                                                     |
| ۱۹۷۶                                                | ۱۹۷۶                                                | ۱۹۷۶                                                | ۲۰۰۱                                                | ۲۰۰۱                                                | ۲۰۰۱                                                |
| جام باشگاه‌های جهان (۲ قهرمانی)                      |                                                     |                                                     |                                                     |                                                     |                                                     |
| ۲۰۱۳                                                | ۲۰۱۳                                                | ۲۰۱۳                                                | ۲۰۲۰                                                | ۲۰۲۰                                                | ۲۰۲۰                                                |

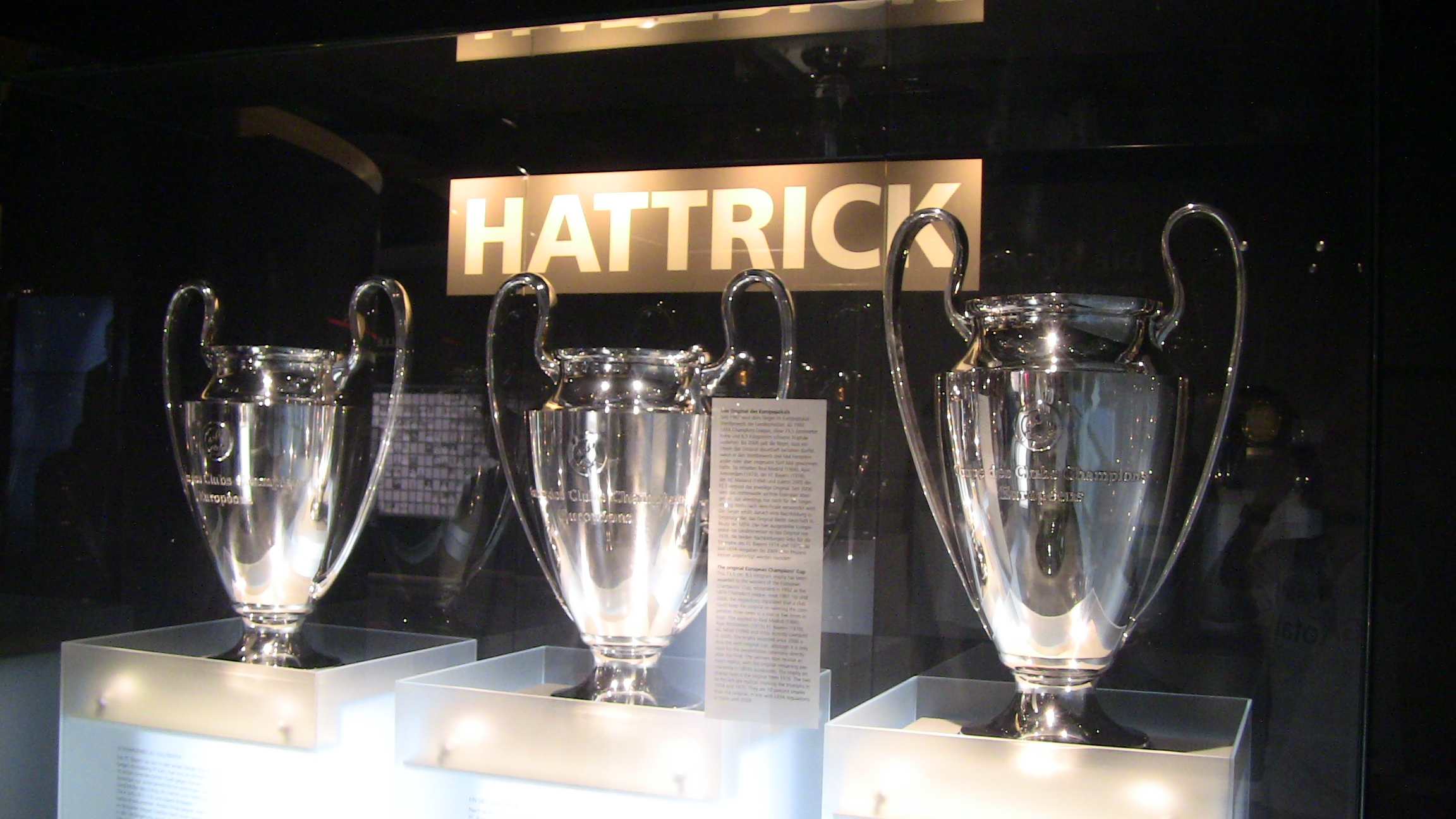
سه جام اروپایی که بایرن مونیخ طی فصول ۱۹۷۴ تا ۱۹۷۶ موفق به دریافت آنها شد. جامی که در سمت راست قرار دارد، جام حقیقی است که به‌صورت دائمی به بایرن اهدا شده است. دو جام کناری طرح جام اصلی هستند.

- بایرن همچنین سه بار موفق به کسب آئودی کاپ شده که از این حیث رکورددار است. آئودی کاپ در ورزشگاه آلیانتس آرنا برگزار می‌شود.

### بایرن مونیخ در اروپا
بروزرسانی شده در ۲۵ تیر ۱۴۰۳:
| رقابت                 | نتایج | نتایج | نتایج | نتایج | نتایج | منبع   |
| رقابت                 | بازی  | برد   | تساوی | باخت  | برد % | منبع   |
| --------------------- | ----- | ----- | ----- | ----- | ----- | ------ |
| لیگ قهرمانان اروپا    | ۳۹۴   | ۲۳۶   | ۷۹    | ۷۹    | ۰۶۰   | [ ۵۹ ] |
| لیگ اروپا             | ۶۸    | ۳۹    | ۱۳    | ۱۶    | ۰۵۷   | [ ۵۹ ] |
| جام برندگان جام اروپا | ۳۹    | ۱۹    | ۱۴    | ۶     | ۰۴۹   | [ ۵۹ ] |
| سوپرجام اروپا         | ۷     | ۲     | ۱     | ۴     | ۰۲۹   | [ ۵۹ ] |
| اینتر-سیتیز فیرز کاپ  | ۱۳    | ۶     | ۳     | ۴     | ۰۴۶   | [ ۵۹ ] |
| جام بین قاره‌ای فوتبال | ۳     | ۲     | ۱     | ۰     | ۰۶۷   | [ ۵۹ ] |
| جام باشگاه‌های جهان    | ۴     | ۴     | ۰     | ۰     | ۱۰۰   | [ ۵۹ ] |
| مجموع                 | ۵۲۸   | ۳۰۸   | ۱۱۱   | ۱۰۹   | ۰۵۸   |        |

## شش‌گانه
بایرن مونیخ در سال ۲۰۲۰ موفق شد شش‌گانه را تصاحب کند. این تیم در آلمان هر سه جام بوندس‌لیگا، جام حذفی فوتبال آلمان و سوپر جام فوتبال آلمان را از آن خود کرد و پای به رقابت‌های اروپایی گذاشت. در اروپا هم، لیگ قهرمانان اروپا، سوپرجام اروپا را به خانه برد و بالاخره با کسب جام باشگاه‌های جهان ۲۰۲۰ به تمام جام‌های ممکن دست یافت تا با باشگاه بارسلونا تنها باشگاه‌هایی باشند که به شش‌گانه رسیدند.

### بازیکنان برجسته سال‌های قبل
| بهترین ترکیب تاریخ بایرن مونیخ از دیدگاه ۷۹۰۰۰ طرفدار. از میان مربیان این تیم اوتمار هیتسفلد انتخاب شده است. |

| ۱۹۲۰–۱۹۳۰ | ۱۹۲۰–۱۹۳۰ |
| --- | --- |
| - کانرد هایدکمپ (مدافع) | |
| ۱۹۷۰–۱۹۸۰ | ۱۹۸۰–۱۹۹۰ |
| - سپ مایر (دروازه‌بان) - فرانتس بکن باوئر (مدافع) - هانس گئورگ شوارتزنبک (مدافع) - پائول برایتنر (هافبک) - فرانتس روث (هافبک) - اولی هوینس (مهاجم) - گرد مولر (مهاجم)                                                                                                | - ژان ماری فاف (دروازه‌بان) - کلاوس اوگنتالر (مدافع) - یورگن کوهلر (مدافع) - آندریاس برمه (مدافع) - سورن لربی (هافبک) - رونالد وولفارس (مهاجم) - دیتر هوینس (مهاجم) - کارل-هاینتس رومنیگه (مهاجم) |
| ۱۹۹۰–۲۰۰۰ | ۲۰۰۰–۲۰۱۰ |
| - اولیور کان (دروازه‌بان) - لیزارازو (مدافع) - اشتفان افنبرگ (هافبک) - لوتار ماتئوس (هافبک) - برایان لادروپ (مهاجم) - ژان پیر پاپن (مهاجم) - یورگن کلینزمن (مهاجم) - جیوانی البر (مهاجم)                                                                             | - هانس یورگ بوت (دروازه‌بان) - ویلی ساینول (مدافع) - لوسیو (مدافع) - میشاییل بالاک (هافبک) - مهمت شول (هافبک) - روی ماکای (مهاجم) - لوکا تونی (مهاجم) - میروسلاو کلوزه (مهاجم)                    |
| ۲۰۱۰–۲۰۲۰ | |
| - مانوئل نویر (دروازه‌بان) - فیلیپ لام (مدافع) - ژروم بواتنگ (مدافع) - داوید آلابا (مدافع) - یوشوا کیمیش (مدافع و هافبک) - فرانک ریبری (هافبک) - آرین روبن (هافبک) - باستین شواین‌اشتایگر (هافبک) - تونی کروس (هافبک) - توماس مولر (هافبک) - رابرت لواندوفسکی (مهاجم) | |

### کاپیتان‌ها
| سال       | کاپیتان                      |
| --------- | ---------------------------- |
| ۱۹۶۵–۱۹۷۰ | ورنر اولک (مدافع)            |
| ۱۹۷۰–۱۹۷۷ | فرانس بکن‌باوئر (مدافع)       |
| ۱۹۷۷–۱۹۷۹ | سپ مایر (دروازه‌بان)          |
| ۱۹۷۹      | گرد مولر (مهاجم)             |
| ۱۹۷۹–۱۹۸۰ | هانس گئورگ شوارتزنبک (مدافع) |
| ۱۹۸۰–۱۹۸۳ | پائول برایتنر (هافبک)        |
| ۱۹۸۳–۱۹۸۴ | کارل هاینس رومنیگه (مهاجم)   |
| ۱۹۸۴–۱۹۹۱ | کلاوس اوگنتالر (مدافع)       |
| ۱۹۹۱–۱۹۹۴ | رایموند آمان (دروازه‌بان)     |
| ۱۹۹۴–۱۹۹۶ | لوتار ماتئوس (هافبک)         |
| ۱۹۹۷–۱۹۹۹ | توماس هلمر (مدافع)           |
| ۱۹۹۹–۲۰۰۲ | اشتفان افنبرگ (هافبک)        |
| ۲۰۰۲–۲۰۰۸ | الیور کان (دروازه‌بان)        |
| ۲۰۰۸–۲۰۱۱ | مارک ون بومل (هافبک)         |
| ۲۰۱۱–۲۰۱۷ | فیلیپ لام (مدافع)            |
| ۲۰۱۷–۲۰۱۸ | توماس مولر (هافبک)           |
| ۲۰۱۸–     | مانوئل نویر (دروازه‌بان)      |

### رکورد شمار بازی‌ها و گل‌های زده
فهرست جدول زیر شامل تمام مسابقات رقابتی و گل‌ها در مسابقات رسمی برای بایرن مونیخ است (تیم اول). علاوه بر بازی‌های لیگ، شامل همه بازی‌ها در مسابقات جام ملی و بین‌المللی است.
بروزرسانی شده در ۲۵ تیر ۱۴۰۳:
| رتبه                           | بازیکن               | سال‌های حضور         | تعداد بازی |
| ------------------------------ | -------------------- | ------------------- | ---------- |
| 0۱                             | سپ مایر              | ۱۹۶۲–۱۹۷۹           | ۷۰۹        |
| 0۲                             | توماس مولر           | –۲۰۰۸               | ۷۰۷        |
| ۳                              | الیور کان            | ۱۹۹۴–۲۰۰۸           | ۶۳۲        |
| ۴                              | گرد مولر             | ۱۹۶۴–۱۹۷۹           | ۶۰۵        |
| ۵                              | فرانس بکن‌باوئر       | ۱۹۶۴–۱۹۷۷           | ۵۸۴        |
| ۶                              | هانس گئورگ شوارتزنبک | ۱۹۶۶–۱۹۸۱           | ۵۵۴        |
| ۷                              | کلاوس اوگنتالر       | ۱۹۷۶–۱۹۹۱           | ۵۴۵        |
| ۸                              | مانوئل نویر          | –۲۰۱۱               | ۵۲۱        |
| ۹                              | فیلیپ لام            | ۲۰۰۲–۲۰۱۷           | ۵۱۷        |
| ۱۰                             | برند دورنبرگر        | ۱۹۷۲–۱۹۸۵           | ۵۰۵        |
| ۱۱                             | باستین شواین‌اشتایگر  | ۲۰۰۲–۲۰۱۶           | ۵۰۲        |
| ۱۲                             | مهمت شول             | ۱۹۹۲–۲۰۰۷           | ۴۶۹        |
| ۱۳                             | فرانس روس            | ۱۹۶۶–۱۹۷۸           | ۴۶۹        |
| ۱۴                             | کارل هاینس رومنیگه   | ۱۹۷۴–۱۹۸۴           | ۴۲۲        |
| ۱۵                             | لوتار ماتئوس         | ۱۹۸۴–۱۹۸۸ ۱۹۹۲–۲۰۰۰ | ۴۱۰        |
| ۱۶                             | پائول برایتنر        | ۱۹۷۰–۱۹۷۴ ۱۹۷۸–۱۹۸۳ | ۳۵۲        |
| پررنگ = در حال بازی برای بایرن |                      |                     |            |

| رتبه                           | بازیکن              | سال‌های حضور         | تعداد گل |
| ------------------------------ | ------------------- | ------------------- | -------- |
| 0۱                             | گرد مولر            | ۱۹۶۴–۱۹۷۹           | ۵۶۴      |
| 0۲                             | رابرت لواندوفسکی    | ۲۰۲۲–۲۰۱۴           | ۳۴۴      |
| ۳                              | توماس مولر          | –۲۰۰۸               | ۲۴۲      |
| ۴                              | کارل-هاینتس رومنیگه | ۱۹۷۴–۱۹۸۴           | ۲۱۷      |
| ۵                              | راینر اولهاوزر      | ۱۹۷۰–۱۹۶۱           | ۲۱۵      |
| ۶                              | رولاند فولفارث      | ۱۹۸۴–۱۹۹۳           | ۱۵۵      |
| ۷                              | دیتر هوینس          | ۱۹۷۹–۱۹۸۷           | ۱۴۵      |
| ۸                              | آرین روبن           | ۲۰۱۹–۲۰۰۹           | ۱۴۴      |
| ۹                              | جیوانی البر         | ۱۹۹۷–۲۰۰۳           | ۱۳۸      |
| ۱۰                             | دیتر برنینگر        | ۱۹۶۲–۱۹۷۱           | ۱۳۲      |
| ۱۱                             | مهمت شول            | ۱۹۹۲–۲۰۰۷           | ۱۱۷      |
| ۱۲                             | ماریو گومز          | ۲۰۰۹–۲۰۱۳           | ۱۱۳      |
| ۱۳                             | اولی هوینس          | ۱۹۷۰–۱۹۷۹           | 0۱۱۱     |
| ۱۴                             | پائول برایتنر       | ۱۹۷۰–۱۹۷۴ ۱۹۷۸–۱۹۸۳ | ۱۱۰      |
| ۱۵                             | فرانک ریبری         | ۲۰۱۹–۲۰۰۷           | ۱۰۴      |
| ۱۶                             | روی ماکای           | ۲۰۰۳–۲۰۰۷           | ۱۰۳      |
| پررنگ = در حال بازی برای بایرن |                     |                     |          |

### تعدادی از اسطوره‌های باشگاه

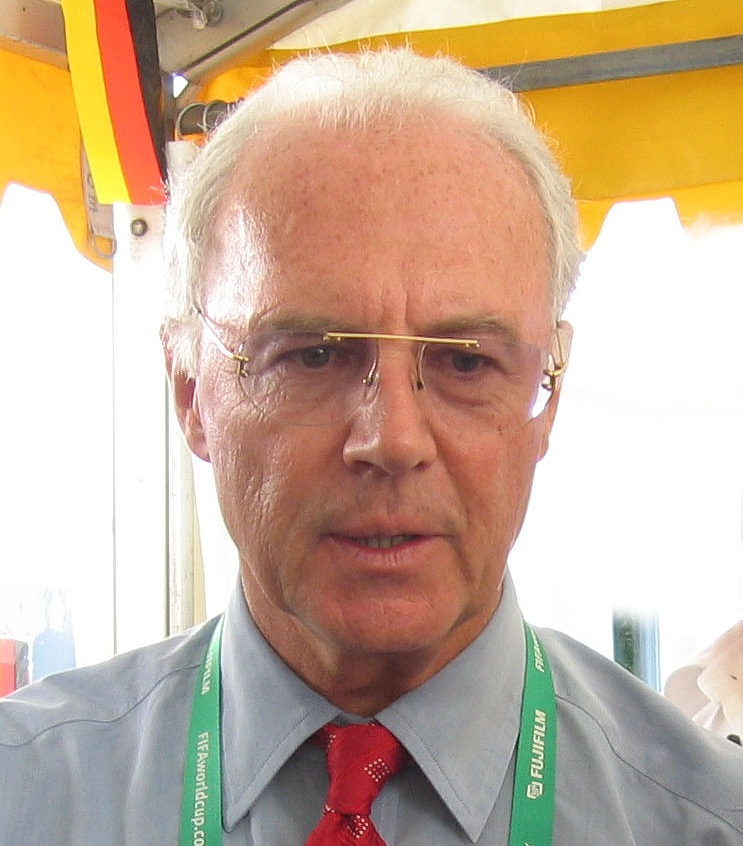
فرانتس بکن‌باوئر؛ مشهور به «قیصر» در طول ۴۳۷ مسابقه‌ای که برای بایرن مونیخ انجام داد با آن که در پست مدافع بازی می‌کرد، موفق شد ۶۰ گل به ثمر برساند و به یکی از اسطوره‌های باشگاه تبدیل شود. وی در کنار حضور در بایرن، کاپیتان تیم ملی آلمان نیز بود و به موفقیت‌های بسیاری دست یافت.
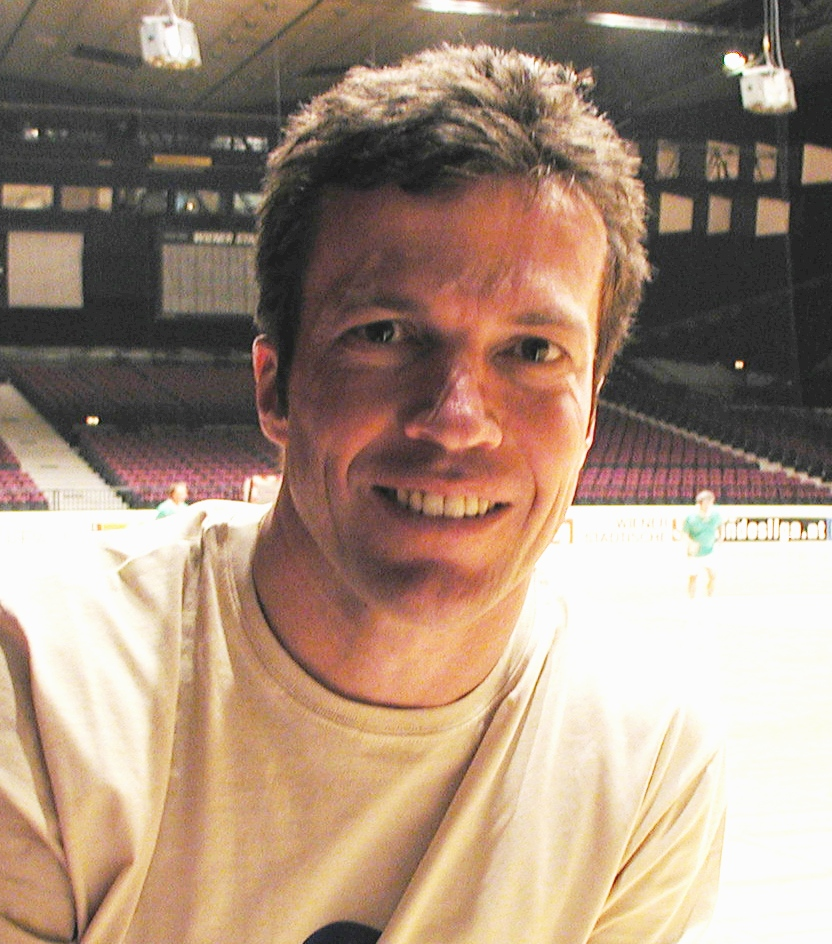
لوتار ماتئوس؛ هافبکی که بین سال‌های ۱۹۸۴ تا ۱۹۸۸ و ۱۹۹۲ تا ۲۰۰۰ در بایرن مونیخ بازی کرد و افتخارات پرشماری را به‌دست آورد که مهم‌ترین آن‌ها ۷ عنوان قهرمانی در بوندسلیگا بوده است.
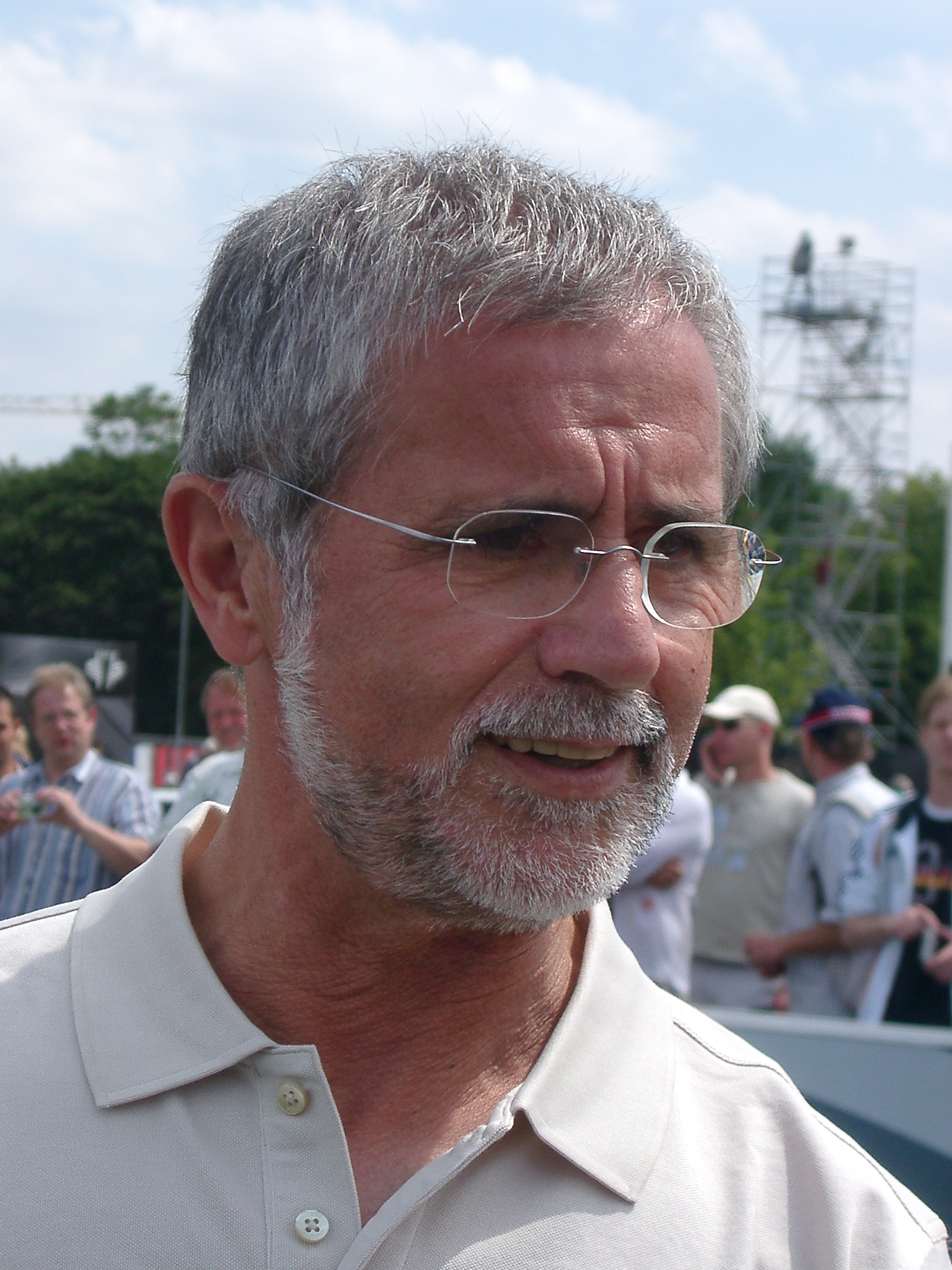
گرد مولر؛ مشهور به «بمب افکن» و بهترین گلزن تاریخ بوندسلیگا که در سال ۱۹۶۴ به بایرن پیوست و در ۴۵۰ بازی‌ای که برای بایرن انجام داد، ۴۰۰ گل به ثمر رساند. ده‌ها سال طول کشید تا مهاجمی در جهان یافت شد که بتواند با رکورد گلزنی‌های مولر در زمینه‌های باشگاهی و ملی برابری کند. وی یکی از ارکان اصلی کسب ۳ لیگ قهرمانان پیاپی بایرن از سال ۱۹۷۴ تا ۱۹۷۶ در اروپا بود.
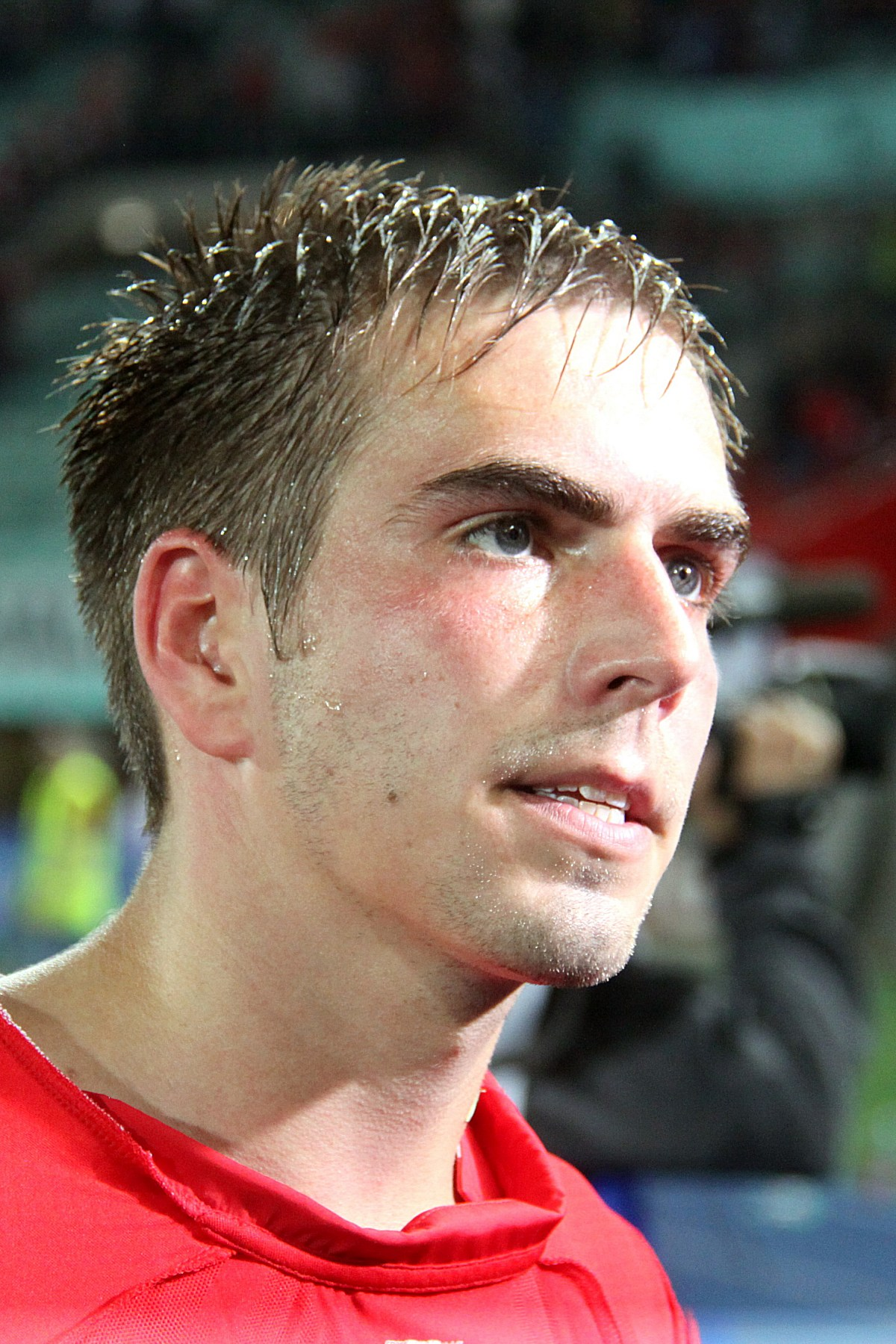
فیلیپ لام؛ کاپیتان سابق بایرن که در فصل ۱۳–۲۰۱۲ همراه آن‌ها در بوندسلیگا، جام حذفی، جام باشگاه‌های جهان، سوپرجام آلمان و لیگ قهرمانان اروپا قهرمان شد و به عنوان کاپیتان همهٔ جام‌های ممکن را بالای سر برد. او از بهترین مدافعان راست جهان بود.
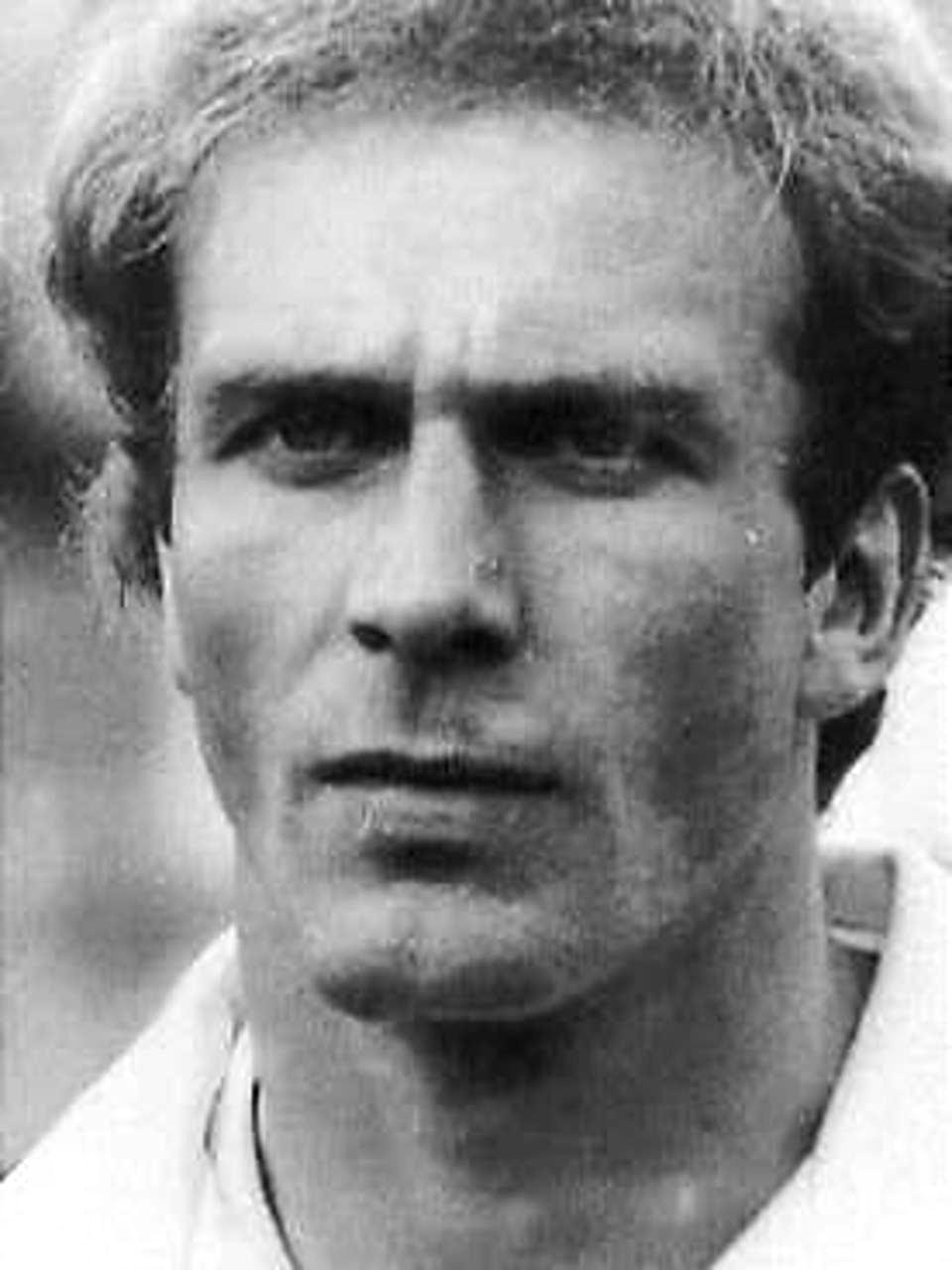
کارل-هاینس رومنیگه؛ طی ۱۰ سال حضورش در بایرن از فصل ۱۹۷۴ تا ۱۹۸۴، سیصد و ده بار به میدان رفت، ۲۱۷ گل به ثمر رساند و یکی از بهترین گلزنان تاریخ باشگاه شد. او با پیراهن بایرن ۲ بار عنوان لیگ قهرمانان اروپا را کسب کرد.
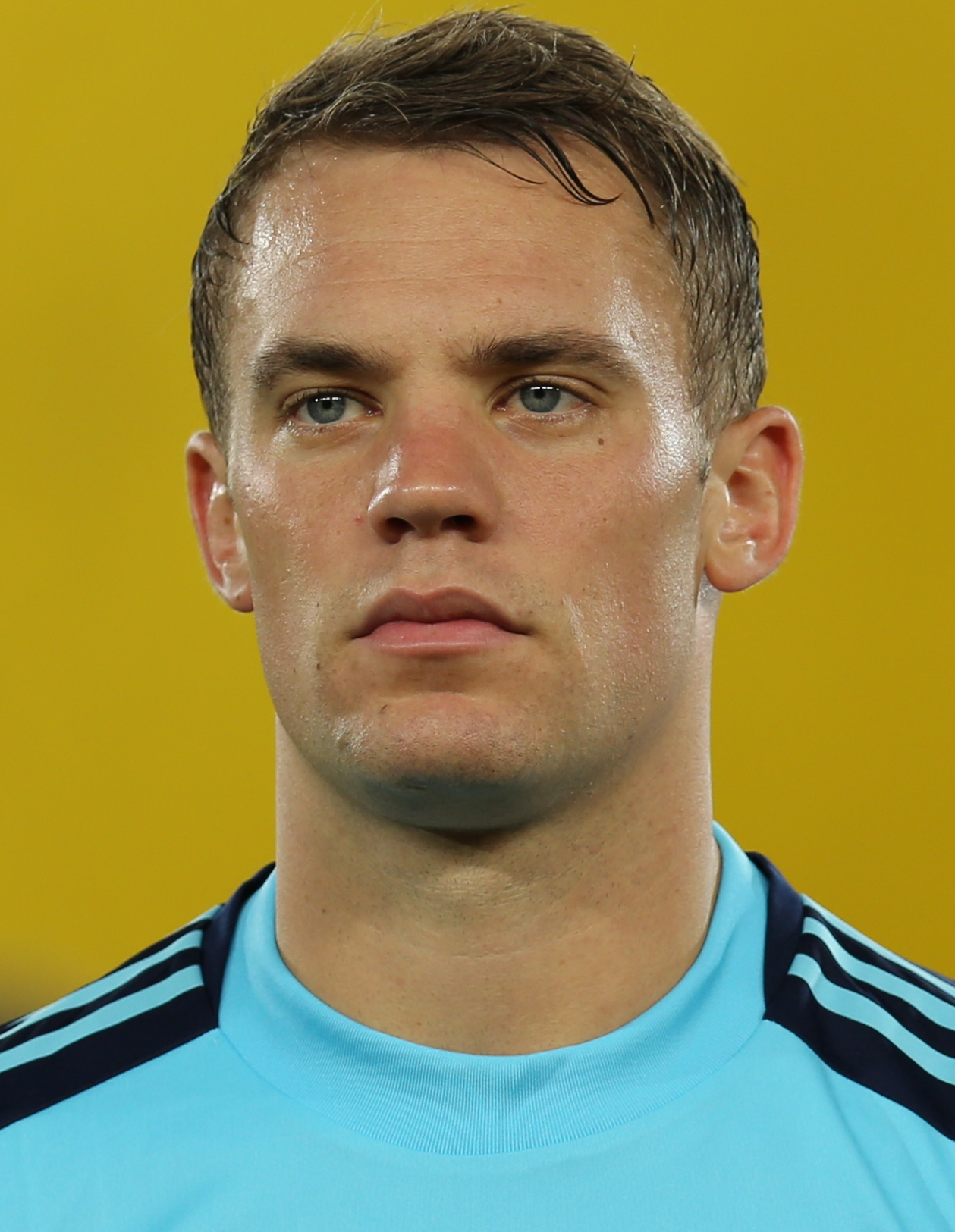
مانوئل نویر سال ۲۰۱۱ به بایرن پیوست و در لباس این تیم درخشش‌های بسیاری داشت. وی در دیدار نیمه نهایی لیگ قهرمانان اروپا ۲۰۱۲ مقابل رئال مادرید، با مهار پنالتی‌های کریستیانو رونالدو و کاکا نقش ارزنده‌ای در صعود بایرن مونیخ به فینال ایفا کرد. نویر از سال ۲۰۱۳ تا ۲۰۱۶ به مدت چهار سال متوالی بهترین دروازه‌بان جهان شد.

### شماره بایگانی شده
۱۲ – یار دوازدهم

## مربیان

### کادر فنی کنونی[۶۲]
بروزرسانی شده در ۲۵ تیر ۱۴۰۳
| کادر مربیگری                 | کادر مربیگری                         |
| ---------------------------- | ------------------------------------ |
| وینسنت کمپانی                | سرمربی                               |
| آرون دنکس                    | کمک‌مربی                              |
| رنه ماریچ                    | کمک‌مربی                              |
| فلوریبت انگالولا             | کمک‌مربی                              |
| مایکل رخنر                   | مربی دروازه‌بان‌ها                     |
| والتر گریفرر                 | مربی ورزشی                           |
| بخش تجزیه و تحلیل بازی‌ها     |                                      |
| میشائیل نیمایر               | تحلیلگر ارشد                         |
| ویتوس انگرر                  | تحلیلگر مسابقات                      |
| میشائیل کوپر                 | تحلیلگر مسابقات                      |
| ماکسیمیلیان شواب             | تحلیلگر مسابقات                      |
| بخش بدنسازی و آمادگی جسمانی  |                                      |
| هولگر برویش                  | مدیر علمی و رئیس دپارتمان بدنسازی    |
| سیمون مارتینلو               | مربی آمادگی جسمانی                   |
| پیتر شولسر                   | مربی آمادگی جسمانی                   |
| توماس ویلهلمی                | مربی آمادگی جسمانی                   |
| سونر منصوراوغلو              | تحلیلگر داده                         |
| بخش پزشکی                    |                                      |
| دکتر پیتر اوبلاکر            | پزشک و رئیس دپارتمان پزشکی باشگاه    |
| پروفسور دکتر رولاند اشمیت    | متخصص داخلی و قلب و عروق             |
| دکتر یوآخن هاون              | پزشک تیم                             |
| هلموت ارهارد                 | فیزیوتراپ و رئیس دپارتمان فیزیوتراپی |
| جری هافمن                    | کمک مربی ریکاوری                     |
| جیانی بیانچی                 | فیزیوتراپ                            |
| فلوریان برندنر               | فیزیوتراپ                            |
| نات استمر                    | فیزیوتراپ                            |
| کریستین هان                  | فیزیوتراپ                            |
| استفان ویکرت                 | فیزیوتراپ                            |
| بخش مدیریت و سازماندهی ورزشی |                                      |
| کاتلین کروگر                 | رئیس دپارتمان مدیریت تیم             |
| باستین ورنشاید               | مدیر تیم                             |

## بازیکنان فعلی
بروزرسانی شده در ۲۱ خرداد ۱۴۰۴
| شماره |           | پست       | بازیکن                       |
| ----- | --------- | --------- | ---------------------------- |
| ۱     | آلمان     | دروازه‌بان | مانوئل نویر ()               |
| ۲     | فرانسه    | مدافع     | دیو اوپامکانو                |
| ۳     | کره جنوبی | مدافع     | کیم مین جه                   |
| ۴     | آلمان     | مدافع     | جاناتان تاه                  |
| ۶     | آلمان     | هافبک     | یوشوا کیمیش (کاپیتان سوم)    |
| ۷     | آلمان     | مهاجم     | سرژ گنابری                   |
| ۸     | آلمان     | هافبک     | لئون گورتسکا (کاپیتان چهارم) |
| ۹     | انگلستان  | مهاجم     | هری کین                      |
| ۱۰    | آلمان     | مهاجم     | لروی سانه                    |
| ۱۱    | فرانسه    | مهاجم     | کینگزلی کومان                |
| ۱۵    | انگلستان  | مدافع     | اریک دایر                    |
| ۱۶    | پرتغال    | هافبک     | ژوآئو پالینیا                |
| ۱۷    | فرانسه    | مهاجم     | مایکل اولیسه                 |
| ۱۸    | اسرائیل   | دروازه‌بان | دنیل پرتس                    |
| ۱۹    | کانادا    | مدافع     | آلفونسو دیویز                |

| شماره |        | پست       | بازیکن                   |
| ----- | ------ | --------- | ------------------------ |
| ۲۰    | آلمان  | هافبک     | تام بیشوف                |
| ۲۱    | ژاپن   | مدافع     | هیروکی ایتو              |
| ۲۲    | پرتغال | مدافع     | رافائل گوئریرو           |
| ۲۳    | فرانسه | مدافع     | ساشا بوی                 |
| ۲۴    | کرواسی | هافبک     | گابریل ویدوویچ           |
| ۲۵    | آلمان  | مهاجم     | توماس مولر (کاپیتان دوم) |
| ۲۶    | آلمان  | دروازه‌بان | اسون اولریش              |
| ۲۷    | اتریش  | هافبک     | کونارد لیمر              |
| ۲۸    | آلمان  | مدافع     | تارق بوشمن               |
| ۴۰    | آلمان  | دروازه‌بان | یوناس اوربیش             |
| ۴۲    | آلمان  | هافبک     | جمال موسیالا             |
| ۴۴    | کرواسی | مدافع     | جوزپ استانیشیچ           |
| ۴۵    | آلمان  | هافبک     | الکساندر پاولوویچ        |
| ۴۹    | مراکش  | مدافع     | آدام ازنو                |

### بازیکنان قرضی
بروزرسانی شده در ۲۵ تیر ۱۴۰۳
| شماره |        | پست       | بازیکن                                       |
| ----- | ------ | --------- | -------------------------------------------- |
| ۱۴    | آلمان  | هافبک     | پل وانر (هایدنهایم تا ۳۰ ژوئن ۲۰۲۵)          |
| ۳۴    | کرواسی | هافبک     | لوورو زوونارک (اشتورم گراتس تا ۳۰ ژوئن ۲۰۲۵) |
| ۳۶    | آلمان  | دروازه‌بان | الکساندر نوبل (اشتوتگارت تا ۳۰ ژوئن ۲۰۲۵)    |
| ۴۱    | آلمان  | مدافع     | فرانس کراتزیگ (اشتوتگارت تا ۳۰ ژوئن ۲۰۲۵)    |

| شماره |       | پست   | بازیکن                                        |
| ----- | ----- | ----- | --------------------------------------------- |
| -     | سوئد  | مدافع | متئو پرز وینلوف (آستریا وین تا ۳۰ ژوئن ۲۰۲۵)  |
| -     | آلمان | هافبک | موریس کراتنماخر (اولم ۱۸۴۶ تا ۳۰ ژوئن ۲۰۲۵)   |
| -     | آلمان | مهاجم | گیبسون نانا آدو (اونترهاخینگ تا ۳۰ ژوئن ۲۰۲۵) |
| -     | آلمان | مهاجم | آرمیندو سیب (ماینتس تا ۳۰ ژوئن ۲۰۲۶)          |

### مربیان از سال ۱۹۶۳
بروزرسانی شده در ۲۵ تیر ۱۴۰۳
| شماره | مربی                   | ملیت     | مدت زمان مربیگری | مدت زمان مربیگری | تعداد جام‌های معتبر | افتخارات |
| شماره | مربی                   | ملیت     | از               | تا               | تعداد جام‌های معتبر | افتخارات |
| ----- | ---------------------- | -------- | ---------------- | ---------------- | ------------------ | --- |
| ۱     | زلاتکو چایکوفسکی       | یوگسلاوی | ۱ ژوئیه ۱۹۶۳     | ۳۰ ژوئن ۱۹۶۸     | ۳                  | ۲ جام حذفی آلمان، ۱ جام برندگان یوفا                                                                          |
| ۲     | برانکو زبتس            | یوگسلاوی | ۱ ژوئیه ۱۹۶۸     | ۱۳ مارس ۱۹۷۰     | ۲                  | ۱ بوندس‌لیگا، ۱ جام حذفی آلمان                                                                                 |
| ۳     | اودو لاتک              | آلمان    | ۱۴ مارس ۱۹۷۰     | ۲ ژانویه ۱۹۷۵    | ۵                  | ۳ بوندس‌لیگا، ۱ جام حذفی آلمان، ۱ لیگ قهرمانان اروپا                                                           |
| ۴     | دتمار کرامر            | آلمان    | ۱۶ ژانویه ۱۹۷۵   | ۳۰ نوامبر ۱۹۷۷   | ۳                  | ۲ لیگ قهرمانان اروپا، ۱ جام بین‌قاره‌ای                                                                         |
| ۵     | یولا لورانت            | مجارستان | ۲ دسامبر ۱۹۷۷    | ۲۸ فوریه ۱۹۷۹    | ۰                  | – |
| ۶     | پال سرنای              | مجارستان | ۱ مارس ۱۹۷۹      | ۱۶ مه ۱۹۸۳       | ۳                  | ۲ بوندس‌لیگا، ۱ جام حذفی آلمان، ۱ سوپرکاپ آلمان                                                                |
| ۷     | راینهارد سافتیگ (موقت) | آلمان    | ۱۷ مه ۱۹۸۳       | ۳۰ ژوئن ۱۹۸۳     | ۰                  | – |
| ۸     | اودو لاتک              | آلمان    | ۱ ژوئیه ۱۹۸۳     | ۳۰ ژوئن ۱۹۸۷     | ۵                  | ۳ بوندس‌لیگا، ۲ جام حذفی آلمان                                                                                 |
| ۹     | یوپ هاینکس             | آلمان    | ۱ ژوئیه ۱۹۸۷     | ۸ اکتبر ۱۹۹۱     | ۴                  | ۲ بوندس‌لیگا، ۲ سوپرکاپ آلمان                                                                                  |
| ۱۰    | سورن لربی              | دانمارک  | ۹ اکتبر ۱۹۹۱     | ۱۱ مارس ۱۹۹۲     | ۰                  | |
| ۱۱    | اریش ریبک              | آلمان    | ۱۱ مارس ۱۹۹۳     | ۲۷ دسامبر ۱۹۹۳   | ۰                  | – |
| ۱۲    | فرانتس بکن‌باوئر        | آلمان    | ۲۸ دسامبر ۱۹۹۳   | ۳۰ ژوئن ۱۹۹۴     | ۱                  | ۱ بوندس‌لیگا                                                                                                   |
| ۱۳    | جووانی تراپاتونی       | ایتالیا  | ۱ ژوئیه ۱۹۹۴     | ۳۰ ژوئن ۱۹۹۵     | ۰                  | – |
| ۱۴    | اتو ریهاگل             | آلمان    | ۱ ژوئیه ۱۹۹۵     | ۲۷ آوریل ۱۹۹۶    | ۰                  | – |
| ۱۵    | فرانتس بکن‌باوئر (موقت) | آلمان    | ۲۹ آوریل ۱۹۹۶    | ۳۰ ژوئن ۱۹۹۶     | ۱                  | ۱ لیگ اروپا                                                                                                   |
| ۱۶    | جیووانی تراپاتونی      | ایتالیا  | ۱ ژوئیه ۱۹۹۶     | ۳۰ ژوئن ۱۹۹۸     | ۳                  | ۱ بوندس‌لیگا، ۱ جام حذفی آلمان، ۱ لیگا-پوکال                                                                   |
| ۱۷    | اوتمار هیتسفلد         | آلمان    | ۱ ژوئیه ۱۹۹۸     | ۳۰ ژوئن ۲۰۰۴     | ۱۱                 | ۴ بوندس‌لیگا، ۲ جام حذفی آلمان، ۳ لیگا-پوکال ۱ لیگ قهرمان اروپا، ۱ جام بین‌قاره‌ای                               |
| ۱۸    | فیلیکس ماگات           | آلمان    | ۱ ژوئیه ۲۰۰۴     | ۳۱ ژانویه ۲۰۰۷   | ۵                  | ۲ بوندس‌لیگا، ۲ جام حذفی آلمان، ۱ لیگا-پوکال                                                                   |
| ۱۹    | اوتمار هیتسفلد         | آلمان    | ۱ فوریه ۲۰۰۷     | ۳۰ ژوئن ۲۰۰۸     | ۳                  | ۱ بوندس‌لیگا، ۱ جام حذفی آلمان، ۱ لیگا-پوکال                                                                   |
| ۲۰    | یورگن کلینزمن          | آلمان    | ۱ ژوئیه ۲۰۰۸     | ۲۷ آوریل ۲۰۰۹    | ۰                  | – |
| ۲۱    | یوپ هاینکس (موقت)      | آلمان    | ۲۸ آوریل ۲۰۰۹    | ۳۱ مه ۲۰۰۹       | ۰                  | – |
| ۲۲    | لوئیس فان خال          | هلند     | ۱ ژوئیه ۲۰۰۹     | ۱۰ آوریل ۲۰۱۱    | ۳                  | ۱ بوندس‌لیگا، ۱ جام حذفی آلمان، ۱ سوپرکاپ آلمان                                                                |
| ۲۳    | آندریاس یانکر (موقت)   | هلند     | ۱۰ آوریل ۲۰۱۱    | ۲۶ ژوئن ۲۰۱۱     | ۰                  | – |
| ۲۴    | یوپ هاینکس             | آلمان    | ۱ ژوئیه ۲۰۱۱     | ۲۵ ژوئن ۲۰۱۳     | ۴                  | ۱ بوندس‌لیگا، ۱ جام حذفی آلمان، ۱ سوپرکاپ آلمان ۱ لیگ قهرمانان اروپا                                           |
| ۲۵    | پپ گواردیولا           | اسپانیا  | ۱ ژوئیه ۲۰۱۳     | ۳۰ ژوئن ۲۰۱۶     | ۷                  | ۳ بوندس‌لیگا، ۲ جام حذفی آلمان، ۱ سوپرکاپ اروپا ۱ جام باشگاه‌های فوتبال جهان                                    |
| ۲۶    | کارلو آنچلوتی          | ایتالیا  | ۱ ژوئیه ۲۰۱۶     | ۲۹ سپتامبر ۲۰۱۷  | ۳                  | ۱ بوندس‌لیگا، ۲ سوپرکاپ آلمان                                                                                  |
| ۲۷    | ویلی سانیول (موقت)     | فرانسه   | ۲۹ سپتامبر ۲۰۱۷  | ۸ اکتبر ۲۰۱۷     | ۰                  | – |
| ۲۸    | یوپ هاینکس             | آلمان    | ۹ اکتبر ۲۰۱۷     | ۱ ژوئیه ۲۰۱۸     | ۱                  | ۱ بوندس‌لیگا                                                                                                   |
| ۲۹    | نیکو کواچ              | کرواسی   | ۱ ژوئیه ۲۰۱۸     | ۳ نوامبر ۲۰۱۹    | ۳                  | ۱ سوپرکاپ آلمان، ۱ بوندس‌لیگا، ۱ جام حذفی المان                                                                |
| ۳۰    | هانس دیتر فلیک         | آلمان    | ۳ نوامبر ۲۰۱۹    | ۳۰ ژوئن ۲۰۲۱     | ۷                  | ۲ بوندس‌لیگا، ۱ جام حذفی آلمان، ۱ لیگ قهرمانان اروپا، ۱ سوپر کاپ اروپا، ۱ سوپر کاپ آلمان، ۱ جام باشگاه‌های جهان |
| ۳۱    | یولیان ناگزمان         | آلمان    | ۱ ژوئیه ۲۰۲۱     | ۹ آپریل ۲۰۲۳     | ۲                  | ۱ سوپر کاپ آلمان ۱ بوندس‌لیگا                                                                                  |
| ۳۲    | توماس توخل             | آلمان    | ۱۰ آپریل ۲۰۲۳    | ۲۵ می ۲۰۲۴       | ۱                  | ۱ بوندسلیگا                                                                                                   |
| ۳۳    | وینسنت کمپانی          | بلژیک    | ۲۹ می ۲۰۲۴       | تاکنون           |                    | |

## آمار

### فصل‌های پیشین
| فصل     | رتبه در بوندسلیگا | بازی‌های انجام شده | پیروزی | تساوی | باخت | گل زده | گل خورده | تفاضل گل | امتیاز | جام حذفی آلمان | لیگ اروپا  | لیگ قهرمانان اروپا |
| ------- | ----------------- | ----------------- | ------ | ----- | ---- | ------ | -------- | -------- | ------ | -------------- | ---------- | ------------------ |
| ۰۳–۲۰۰۲ | ۱                 | ۳۴                | ۲۳     | ۶     | ۵    | ۷۰     | ۲۵       | ۴۵       | ۷۵     | قهرمان         | —          | ۱مرحله گروهی       |
| ۰۴–۲۰۰۳ | ۲                 | ۳۴                | ۲۰     | ۸     | ۶    | ۷۰     | ۳۹       | ۳۱       | ۶۸     | یک چهارم       | —          | یک‌هشتم             |
| ۰۵–۲۰۰۴ | ۱                 | ۳۴                | ۲۴     | ۵     | ۵    | ۷۵     | ۳۳       | ۴۲       | ۷۷     | قهرمان         | —          | یک چهارم           |
| ۰۶–۲۰۰۵ | ۱                 | ۳۴                | ۲۲     | ۹     | ۳    | ۶۷     | ۳۲       | ۳۵       | ۷۵     | قهرمان         | —          | یک‌هشتم             |
| ۰۷–۲۰۰۶ | ۴                 | ۳۴                | ۱۸     | ۶     | ۱۰   | ۵۵     | ۴۰       | ۱۵       | ۶۰     |                | —          | یک چهارم           |
| ۰۸–۲۰۰۷ | ۱                 | ۳۴                | ۲۲     | ۱۰    | ۲    | ۶۸     | ۲۱       | ۴۷       | ۷۶     | قهرمان         | نیمه نهایی | —                  |
| ۰۹–۲۰۰۸ | ۲                 | ۳۴                | ۲۰     | ۷     | ۷    | ۷۱     | ۴۲       | ۲۹       | ۶۷     | یک چهارم       | —          | یک چهارم           |
| ۱۰–۲۰۰۹ | ۱                 | ۳۴                | ۲۰     | ۱۰    | ۴    | ۷۲     | ۳۱       | ۴۱       | ۷۰     | قهرمان         | —          | نایب قهرمانی       |
| ۱۱–۲۰۱۰ | ۳                 | ۳۴                | ۱۹     | ۸     | ۷    | ۸۱     | ۴۰       | ۴۱       | ۶۵     | نیمه نهایی     | —          | یک‌هشتم             |
| ۱۲–۲۰۱۱ | ۲                 | ۳۴                | ۲۳     | ۴     | ۷    | ۷۷     | ۲۲       | ۵۵       | ۷۳     | نایب قهرمان    | —          | نایب قهرمان        |
| ۱۳–۲۰۱۲ | ۱                 | ۳۴                | ۲۹     | ۴     | ۱    | ۹۸     | ۱۸       | ۸۰       | ۹۱     | قهرمان         | —          | قهرمان             |
| ۱۴–۲۰۱۳ | ۱                 | ۳۴                | ۲۹     | ۳     | ۲    | ۹۴     | ۲۳       | ۷۱       | ۹۰     | قهرمان         | —          | نیمه نهایی         |
| ۱۵–۲۰۱۴ | ۱                 | ۳۴                | ۲۵     | ۴     | ۵    | ۸۰     | ۱۸       | ۶۲       | ۷۹     | نیمه نهایی     | —          | نیمه نهایی         |
| ۱۶–۲۰۱۵ | ۱                 | ۳۴                | ۲۸     | ۴     | ۲    | ۸۰     | ۱۷       | ۶۳       | ۸۸     | قهرمان         | —          | نیمه نهایی         |
| ۱۷–۲۰۱۶ | ۱                 | ۳۴                | ۲۵     | ۷     | ۲    | ۸۹     | ۲۲       | ۶۷       | ۸۲     | نیمه نهایی     | —          | یک چهارم           |
| ۱۸–۲۰۱۷ | ۱                 | ۳۴                | ۲۷     | ۳     | ۴    | ۹۲     | ۲۸       | ۶۴       | ۹۲     | قهرمان         | —          | نیمه نهایی         |
| ۱۹–۲۰۱۸ | ۱                 | ۳۴                | ۲۴     | ۶     | ۴    | ۸۸     | ۳۲       | ۵۶       | ۷۸     | قهرمان         | —          | یک‌هشتم             |
| ۲۰–۲۰۱۹ | ۱                 | ۳۴                | ۲۶     | ۴     | ۴    | ۱۰۰    | ۳۲       | ۶۸       | ۸۲     | قهرمان         | —          | قهرمان             |
| ۲۱–۲۰۲۰ | ۱                 | ۳۴                | ۲۴     | ۶     | ۴    | ۹۹     | ۴۴       | ۵۵       | ۷۸     | نیمه نهایی     | —          | یک چهارم           |
| ۲۲–۲۰۲۱ | ۱                 | ۳۴                | ۲۴     | ۵     | ۵    | ۹۷     | ۳۷       | ۶۰       | ۷۷     | یک چهارم       | —          | یک چهارم           |
| ۲۳–۲۰۲۲ | ۱                 | ۳۴                | ۲۱     | ۸     | ۵    | ۹۲     | ۳۸       | ۵۴       | ۷۱     | یک چهارم       | —          | یک چهارم           |
| ۲۴–۲۰۲۳ | ۳                 | ۳۴                | ۲۳     | ۳     | ۸    | ۹۴     | ۴۵       | ۴۹       | ۷۲     | دور دوم        | —          | نیمه نهایی         |

بایرن به ترتیب در فصل‌های ۲۰۲۰–۲۱ و ۲۰۲۱–۲۲ با ۷۸ و ۷۷ امتیاز قهرمانی بوندسلیگا را مجدد به‌دست‌آورد

## فوتبال زنان

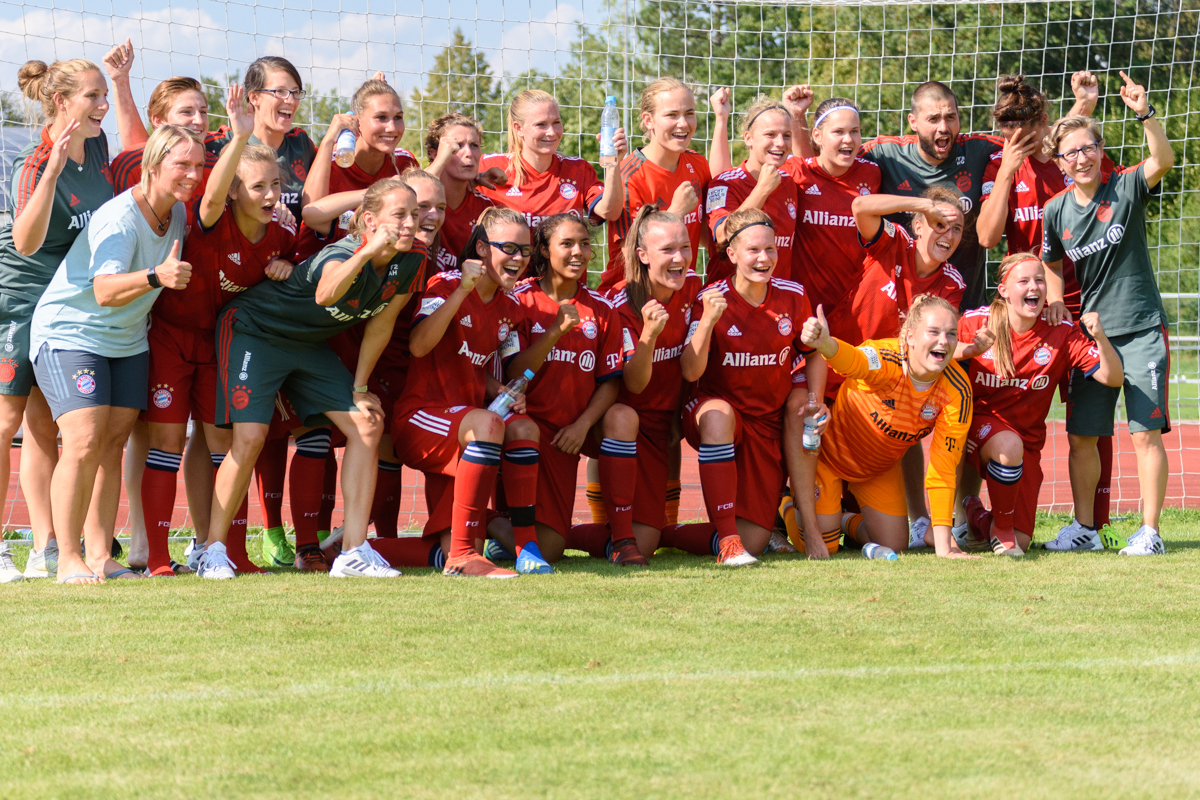
تیم زنان بایرن مونیخ در اوت ۲۰۱۸

گروه فوتبال زنان از پنج تیم شامل یک تیم حرفه‌ای، یک تیم ذخیره و دو تیم جوانان تشکیل شده است. در تیم اول بانوان که توسط سرمربی توماس ورول هدایت می‌شود، چندین نفر از اعضای تیم ملی جوانان آلمان حضور دارند. در فصل ۰۹–۲۰۰۸ این تیم در بوندس‌لیگای زنان دوم شد. این بخش در سال ۱۹۷۰ تأسیس شد و از چهار تیم با ۹۰ بازیکن تشکیل شده است. بزرگ‌ترین موفقیت آنها کسب عنوان قهرمانی در سالهای ۱۹۷۶، ۲۰۱۲، ۲۰۱۵ و ۲۰۱۶ بود. در فصل ۱۲–۲۰۱۱، در ۱۲ مه ۲۰۱۲، بایرن مونیخ دارندگان عنوان قهرمانی جام آلمان را شکست دادن تیم بانوان بایرن مونیخ با نتیجه ۲–۰ در فینال ۱۲–۲۰۱۱ در کلن تیم فرانکفورت را شکست داد و بزرگ‌ترین موفقیت تاریخ باشگاه را از زمان قهرمانی در ۱۹۷۶ جشن گرفت. در سال ۲۰۱۵ آنها برای نخستین بار، بدون شکست، بوندسلیگا را فتح کردند. آنها برای دومین بار متوالی در بوندس لیگا ۲۰۱۵–۲۰۱۶ قهرمان شدند.

## ورزش‌های دیگر

### حوزه‌ها و دپارتمان‌های فعال

#### بسکتبال
باشگاه بسکتبال بایرن بزرگ‌ترین زیرمجموعهٔ حرفه‌ای این تیم در رشته‌ای غیر از فوتبال است. آن‌ها در لیگ بسکتبال بوندسلیگا (بی‌بی‌ال) و یورولیگ مسابقه می‌دهند و بازی‌های خانگی خود را در ورزشگاه آئودی دوم (ظرفیت: ۶۷۰۰ نفر) انجام می‌دهد که در سال ۱۹۷۲ تأسیس شده است. آن‌ها در سال‌های ۱۹۵۴ و ۱۹۵۵ توانستند قهرمان لیگ و در سال ۱۹۶۸ قهرمان کاپ آلمان شوند. این باشگاه در سال ۱۹۶۶ یکی از اعضای مؤسس بسکتبال بوندسلیگا بود.

### حوزه‌ها و دپارتمان‌های غیرفعال

#### هاکی روی یخ
باشگاه هاکی روی یخ بایرن مونیخ یکی از قدیمی‌ترین زیرمجموعه‌های ورزشی بایرن مونیخ بود که نام اصلی آن ام‌ای‌وی ۱۸۸۳ و پس از خریده‌شدن به‌دست باشگاه بایرن مونیخ به «اف‌سی باواریا» و سپس به «بایرن مونیخ» تغییر یافت. این باشگاه در سال ۱۹۰۹ تأسیس شده و قدمتی نزدیک به قدمت باشگاه فوتبال بایرن مونیخ دارد. آن‌ها موفق به قهرمانی در جام دی‌ای‌وی در سال ۱۹۶۷ شدند و در سال ۱۹۶۹ برای نخستین بار در صدر جدول رقابت‌های بوندس‌لیگای جنوب قرار گرفتند ولی مدتی نگذشت این صدرنشینی با انحلال کامل و تلخ باشگاه‌شان به اتمام رسید.

#### بیسبال
باشگاه بیسبال بایرن مونیخ دیگر زیرمجموعهٔ ورزشی باشگاه فوتبال بایرن بود که طی یک دورهٔ هشت-ساله، در سال ۱۹۶۲ تأسیس و در سال ۱۹۷۰ منحل شد. آن‌ها در این هشت سال ۲ عنوان قهرمانی و ۳ عنوان دومی را در مسابقات قهرمانی بیسبال آلمان کسب کردند.

## کمک‌های مالی و بشر دوستانه
بایرن از زمان‌های گذشته در کارهای خیریه فعالیت داشته است. برای مثال، آن‌ها برای کمک به باشگاه‌های ورشکسته یا افراد عادی نیازمند کمک‌های قابل توجهی انجام داده است. در زمین‌لرزه و سونامی اقیانوس هند، بایرن با تشکیل دادن مؤسسه‌های متعدد موفق به جمع‌آوری مقدار زیادی کمک از سوی مردم و اسطوره‌های باشگاه شد که برای نوسازی مدارس و سایر مکان‌های تخریب شده در سری‌لانکا مورد استفاده قرار گرفت. بایرن به باشگاه‌های دیگر مانند رقیب سنتی خود مونیخ ۱۸۶۰ کمک مالی زیادی کرده است؛ با برگزاری مسابقات دوستانه، نقل و انتقال بازیکن با قیمت مناسب و حتی واریز مستقیم پول نیز توسط باشگاه برنامه‌ریزی شده است. باشگاه‌های دیگری که بایرن به آن‌ها کمک کرده‌اند می‌توان به بروسیا دورتموند و سن پائولی اشاره کرد.
از جمله کمک‌های بشر دوستانهٔ تیم بایرن می‌توان به کمک ۱۰۰ هزار یورویی فیلیپ لام به برنامه توان‌بخشی صلیب سرخ در افغانستان اشاره کرد که به نقل از کمیته بین‌المللی صلیب سرخ در ژنو: «اتحادیه فوتبال اروپا (یوفا) از کمک ۱۰۰ هزار یورویی «فیلیپ لام» کاپیتان تیم بایرن مونیخ به نمایندگی از طرف این اتحادیه به برنامه توانبخشی جسمی کمیته بین‌المللی صلیب سرخ در افغانستان خبر داد. این فوتبالیست آلمانی این مبلغ را به عنوان جایزه کسب بیشترین آراء کاربران سایت یوفا برای بهترین تیم سال دریافت کرده است.»
مانوئل نویر دروازه‌بان بایرن در سال ۲۰۱۰ بنیاد کودکان مانوئل نویر را تأسیس نموده که وظیفه آن کمک به کودکان آسیب دیده اجتماعی در منطقه روهر آلمان است.